# Pensiero religioso di Adolf Hitler

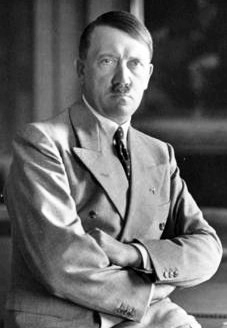
Adolf Hitler nel 1936; foto di Heinrich Hoffmann, fotografo ufficiale del Führer per tutta la durata del suo governo.

Le credenze religiose di Adolf Hitler sono state oggetto di un'accesa discussione tra gli storici. Alla luce di prove consistenti sul suo rifiuto dei principi del cristianesimo quand'era ancora nell'età dell'adolescenza e gli sforzi faticosi compiuti per ridurre l'influenza e l'indipendenza del cristianesimo in Germania a seguito della sua ascesa al potere, i maggiori biografi accademici di Hitler concludono che egli fosse un agguerrito avversario della religione cristiana. Lo storico britannico Laurence Rees non ha trovato alcuna prova che "Hitler, nella sua vita personale, abbia mai espresso una qualche fede nei principi fondamentali della chiesa cristiana"
. Lo storico italiano Francesco Agnoli ha analizzato a fondo l'odio anticristiano di Hitler e dei suoi gerarchi. 
Le osservazioni fatte da Hitler ai confidenti, come vengono descritte nei Diari di Joseph Goebbels (capo del Reichsministerium für Volksaufklärung und Propaganda-Ministero del Reich per l'istruzione pubblica e la propaganda), nelle Memorie del Terzo Reich dell'architetto del Führer Albert Speer e nelle trascrizioni delle conversazioni private di Hitler registrate da Martin Bormann in Conversazioni di Hitler a tavola sono un'ulteriore testimonianza della sua cristianofobia; queste fonti registrano una serie di osservazioni private in cui Hitler ridicolizza la dottrina cristiana come assurda e socialmente distruttiva.
Hitler, che tentò sempre di fare appello alle masse tedesche durante la sua campagna politica (vedi temi propagandistici del nazionalsocialismo) e durante gli anni che passò al vertice della Germania nazista, talvolta fece dichiarazioni pubbliche a sostegno della religione e contro l'ateismo. Ebbe a dichiarare in un discorso che l'ateismo (un concetto da lui strettamente collegato al comunismo ed al "materialismo ebraico") era stato "tagliato fuori" e nel contempo vietò la lega tedesca del libero pensiero.
Hitler nacque e fu cresciuto da un padre fieramente anticattolico ed anticlericale e da una madre cattolica praticante, Klara Pölzl, venne battezzato da neonato e ricevette la confermazione all'età di quindici anni secondo i precetti e la dottrina della Chiesa cattolica, ma cessò di partecipare alla messa e ai sacramenti a partire dalla prima giovinezza.. La sua avversione profonda verso la Chiesa cattolica è ben esplicitata nei suoi "Discorsi a tavola" trascritti da Martin Bormann.
Nel suo libro Mein Kampf (la mia battaglia) e nei discorsi pubblici dichiarò una propria fede nel cristianesimo. Hitler e il Partito Nazionalsocialista Tedesco dei Lavoratori promossero il cosiddetto Cristianesimo positivo, un movimento che respinse le tradizionali dottrine cristiane come la divinità di Gesù, così come gli elementi ebraici dell'Antico testamento; lo storico britannico dell'Università della Columbia Britannica John S. Conway ha affermato che "solo pochi radicali sull'ala estrema del cristianesimo liberale protestante riconoscerebbero un tale guazzabuglio come il vero cristianesimo".
Hitler affermò di continuare a credere in una divinità attiva e in un discorso pubblico dichiarò che teneva Gesù in grande stima nella sua qualità di "combattente ariano" che lottava contro l'ebraismo.
Mentre un piccolo numero di scrittori accetta queste opinioni pubblicamente dichiarate come espressioni autentiche della sua spiritualità la grande maggioranza crede invece che Hitler fosse uno scettico nei confronti della religione in generale, ma riconosce anche che egli poteva essere eletto al governo solo se avesse fatto un impegno di fede pubblica nei confronti del cristianesimo.
Hitler stesso fu sempre riluttante a compiere attacchi pubblici alla Chiesa per motivazioni eminentemente politiche; Goebbels scrisse nell'aprile del 1941 che anche se Hitler era "un avversario feroce" del Vaticano e del cristianesimo in generale, purtuttavia "mi impedisce di lasciare la chiesa per ragioni tattiche". Una volta eletto alla carica di Cancelliere del Reich Hitler e il suo regime cercarono di ridurre l'influenza del cristianesimo sulla società civile.
A partire dalla metà degli anni '30 il suo governo fu sempre più dominato da anticristiani militanti come Bormann, Goebbels, Heinrich Himmler, Alfred Rosenberg e Reinhard Heydrich, che Hitler stesso nominò ai posti principali di comando. Questi radicali intrisi di anticlericalismo vennero solitamente accettati o addirittura incoraggiati a perpetrare la persecuzione nazista della Chiesa cattolica in Germania. Il regime avviò uno sforzo per attuare il coordinamento dei protestanti tedeschi sotto la denominazione di Chiesa evangelica tedesca (ma a questo stato di cose resistette con forza la Chiesa confessante) e si diresse presto nella direzione dell'eliminazione del cattolicesimo politico. Hitler acconsentì al Reichskonkordat (avvenuto nel 1933) ma in seguito lo ignorò regolarmente fino a permettere le persecuzioni anticattoliche.
Le minoranze religiose presenti all'epoca all'interno del territorio nazionale dovettero affrontare una repressione ancora più dura, con gli ebrei tedeschi prima espulsi e poi costretti a subire la Shoah, il tutto sulla base della politica razziale nella Germania nazista. I Testimoni di Geova furono perseguitati spietatamente per aver rifiutato sia il servizio militare obbligatorio tramite l'obiezione di coscienza sia il giuramento di fedeltà al movimento hitleriano. Hitler ebbe a dichiarare che aveva solo anticipato il palese crollo del cristianesimo a seguito dei progressi scientifici e che il nazismo e la religione non avrebbero potuto coesistere a lungo termine.
Anche se egli era disposto a ritardare i conflitti per motivi politici gli storici sembrano concludere che il suo fine ultimo fosse la distruzione del cristianesimo sul suolo tedesco, o condurre almeno ad una sua distorsione o sottomissione alla prospettiva ideale nazista.

## Posizioni degli storici sulle credenze religiose di Hitler

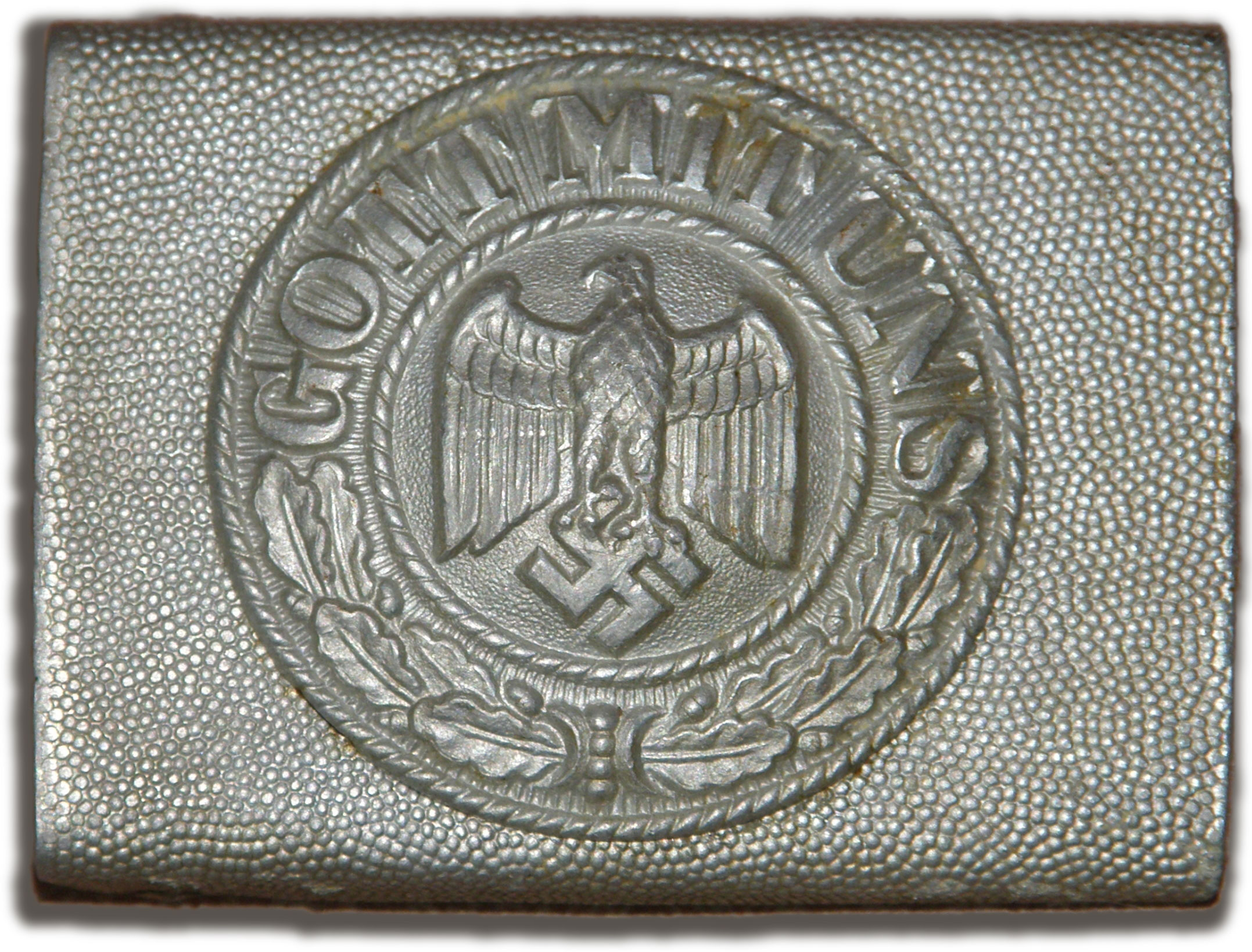
Fibbia dell'uniforme militare nazista dell'Heer (l'esercito della Wehrmacht) con la scritta Gott mit uns (Dio con noi).

Alan Bullock è stato un esperto di Hitler di primaria importanza che ha scritto fondamentali biografie del dittatore nel corso degli anni '50 e '60; egli ha scritto che Hitler era cresciuto da cattolico e, anche se impressionato dai suoi poteri organizzativi, divenne ostile al cattolicesimo solo in età adulta. Bullock considerava Hitler come un esponente del razionalismo e del materialismo senza alcuna predisposizione per il lato spirituale o emotivo dell'esistenza umana.
Bullock scrisse che Hitler non credeva "né a Dio né alla coscienza" ma trovava "sia giustificazione che assoluzione" in una visione di sé stesso che riecheggiava Hegel, con gli esseri eroici che si trovavano al di sopra della morale convenzionale, del loro ruolo di "individui storici di levatura universale" e nella loro qualità di agenti con i quali la "Volontà dello Spirito del Mondo", il grande piano della "Provvidenza", veniva svolto. A seguito dei suoi primi successi militari Hitler "si è abbandonato completamente alla megalomania" e al "peccato di Hybris" sfoggiando un esuberante auto-orgoglio credendo di essere ad un livello più alto dei semplici esseri umani.
Una volta terminata la guerra, ha scritto Bullock, Hitler avrebbe sicuramente voluto estirpare e distruggere le Chiese, anche se fino ad allora si era mantenuto circoscritto al riguardo per motivazioni eminentemente politiche:
(- Estratto da Hitler: a Study in Tyranny, di Alan Bullock.)
Verso la fine del secolo uno dei maggiori esperti di Hitler, il britannico Ian Kershaw, notò che nuove fonti erano venute alla luce negli studi sul dittatore e che le vecchie fonti cominciavano ad essere messe in discussione. In particolare la riscoperta dei Diari di Goebbels lanciano una nuova luce sui pensieri e l'interiorità di Hitler. Kershaw ha anche constatato che la politica religiosa hitleriana è stata frenata da considerazioni politiche, ma ne ha sottolineato l'ostilità di fondo verso il cristianesimo: "Per quanto Hitler in alcune occasioni abbia affermato di volere una tregua nel conflitto [con le chiese], i suoi commenti infiammatori hanno dato ai suoi sottoposti e subalterni tutta la licenza necessaria per cavalcare la prospettiva di una sfida aperta alla Chiesa, fiduciosi che in tal modo stessero lavorando verso il Führer". Ha ancora osservato Kershaw:
(- Estratto da Hitler 1936-1945 Nemesis di Ian Kershaw.)
Lo storico britannico Richard J. Evans, che scrive principalmente sulla Germania nazista e sulla seconda guerra mondiale, ritiene che Hitler credesse nel lungo periodo che il nazionalsocialismo e la religione non sarebbero stati in grado di coesistere e che egli sottolineò ripetutamente che il nazismo era un'ideologia secolare fondata sulla scienza moderna: "La scienza", ebbe a dichiarare, "avrebbe facilmente distrutto le ultime vestigia restanti della superstizione. La Germania non poteva tollerare l'intervento di influenze straniere come il papa e i sacerdoti" i quali erano solo "insetti neri" e "aborti in abito talare".
Lo storico britannico Richard Overy, biografo di Hitler, non lo considera un cristiano praticante né un profondo ateo, ma fa notare anche il sentimento che voleva il nazismo e la religione non poter coesistere a lungo termine: "sia Stalin che Hitler volevano una religione castrata, sottomessa in tutto e per tutto allo Stato supremo, mentre il lento programma della rivelazione scientifica ha distrutto la fondazione del mito religioso".
Overy scrive di Hitler come di uno scettico nei confronti di tutte le credenze religiose, ma abbastanza prudente politicamente da non "esporre pubblicamente le proprie opinioni scientifiche", in parte al fine di mantenere ben netta la distinzione tra il proprio movimento e l'inconsistenza del comunismo sovietico. Nel 2004 ha scritto:
(- Estratto da The Dictators Hitler's Germany Stalin's Russia di Richard Overy.)
Richard Steigmann-Gall ha scritto nel 2003 che anche dopo la rottura di Hitler con il cristianesimo istituzionale (che era databile intorno al 1937) egli intravede prove che egli continuò a tenere la figura di Gesù in grande stima, non avendo mai diretto i propri attacchi contro Gesù stesso. L'uso del termine "cristianesimo positivo" nel programma del partito nazista durante gli anni '20 è comunemente considerato come una misura tattica, ma Steigmann-Gall crede che abbia avuto una sua "logica interiore" e che sia stato molto "più di un duro gioco politico". Egli ritiene che Hitler sia stato religioso almeno negli anni '20 e nei primissimi anni '30 e ch'egli vedesse Gesù come un avversario di razza ariana degli ebrei.
Lo storico Laurence Rees caratterizza il rapporto di Hitler con la religione come uno dei suoi tanti opportunismi e del suo pragmatismo di fondo: "il suo rapporto in pubblico con il cristianesimo, in effetti il suo rapporto con la religione in generale, era opportunistico: non vi è alcuna prova che Hitler stesso, nella sua vita personale, avesse qualsiasi credenza individuale nei principi fondamentali della chiesa cristiana". Considerando le allusioni religiose presenti nel Mein Kampf Ress scrive che "la lettura più coerente da dare al Mein Kampf è quella che vuole Hitler esser disposto a credere in un Creatore iniziale divino, ma non accettò mai la tradizionale visione cristiana del cielo e dell'inferno, né la fede nella sopravvivenza di un'anima individuale".
Lo storico tedesco Max Domarus ha scritto che Hitler ha sostituito la fede nel dio giudeo-cristiano con la fede in un dio peculiare tedesco. Ha promosso l'idea di questo dio come creatore della Germania, ma Hitler "non era cristiano in alcun significato accettato al mondo per quella parola". Domarus scrive che Hitler non ha creduto nella religione organizzata né tantomeno si è mai visto come un riformatore religioso.
Hitler aveva completamente scartato la fede nella concezione giudeo-cristiana di Dio entro il 1937, scrive Domarus, seppur continuasse ad utilizzare la parola "Dio" nei suoi innumerevoli discorsi; ma questo non era il Dio "adorato nei millenni", ma un nuovo e del tutto particolare dio tedesco che "lasciava crescere la forza del ferro". Così Hitler si espresse davanti al giornalista britannico G. Ward Price nel 1937: "Credo in Dio e sono convinto che non abbandonerà 67 milioni di tedeschi che hanno lavorato così duramente per riconquistare la loro giusta posizione nel mondo".

Sebbene Hitler non "osservasse i suoi comandamenti" Domarus credeva di aver individuato elementi del pensiero cattolico, durante gli anni della sua educazione, anche negli anni iniziali del suo potere:
(- Tratto da The Essential Hitler: Speeches and Commentary di Max Domarus.)
L'autore Konrad Heiden citò Hitler affermando: "Non vogliamo nessun altro Dio che la Germania stessa. È essenziale avere fede e una speranza da fanatici nella Germania". Derek Hastings dell'università di Oakland ritiene "eminentemente plausibile" che Hitler fosse un cattolico credente fin dai tempi del suo processo nel 1924 a seguito del fallito Putsch di Monaco, ma scrive che "non c'è dubbio che Hitler fosse un ferreo avversario del cristianesimo per tutta la durata del Terzo Reich".
Il biografo John Toland racconta che dopo essere scampato ad un tentativo di farlo assassinare nel 1939 Hitler dichiarò nel corso di una cena tra intimi che Pio XII avrebbe preferito vedere realizzarsi l'attentato e che egli non era un suo amico, ma scrive anche che nel 1941 Hitler era ancora un "membro in buona posizione della Chiesa di Roma nonostante il suo detestarne la gerarchia cattolica".
Secondo Guenter Lewy Hitler non fu sottoposto a scomunica da parte della Chiesa cattolica prima della sua morte (sebbene lo stesso storico riporta che le convinzioni religiose del dittatore tedesco fossero profondamente anticristiane). La scomunica avrebbe impedito ad Hitler l'accesso ai sacramenti cattolici se li avesse ricercati. Pur avendo ricevuto i sacramenti cattolici del Battesimo e della Confermazione, non cercò mai di partecipare al sacramento del matrimonio o della Penitenza durante i suoi ultimi giorni, ignorando anche la regola cattolica contraria al suicidio.
Samuel Koehne dell'Università Deakin ha scritto nel 2012: "Hitler è stato un ateo? Probabilmente no, ma rimane molto difficile accertare le sue credenze religiose personali e così il dibattito scompare". Mentre Hitler non fu cristiano nella nozione tradizionale ortodossa del termine, egli parlò spesso di una divinità il cui lavoro era svolto nella Natura e nelle leggi naturali "combinando in tal modo Dio e la Natura nella misura in cui diventavano la stessa cosa"... e che "per questo motivo alcune opere recenti hanno sostenuto che Hitler fosse un appartenente alla corrente del Deismo".
Nei suoi scritti sulle immagini e i simboli religiosi ricorrenti in Hitler Kenneth Burke ha concluso che "i modi di pensiero di Hitler non sono altro che forme di pensiero religioso pervertite o fatto diventare una caricatura".

## Commenti di Hitler ai confidenti

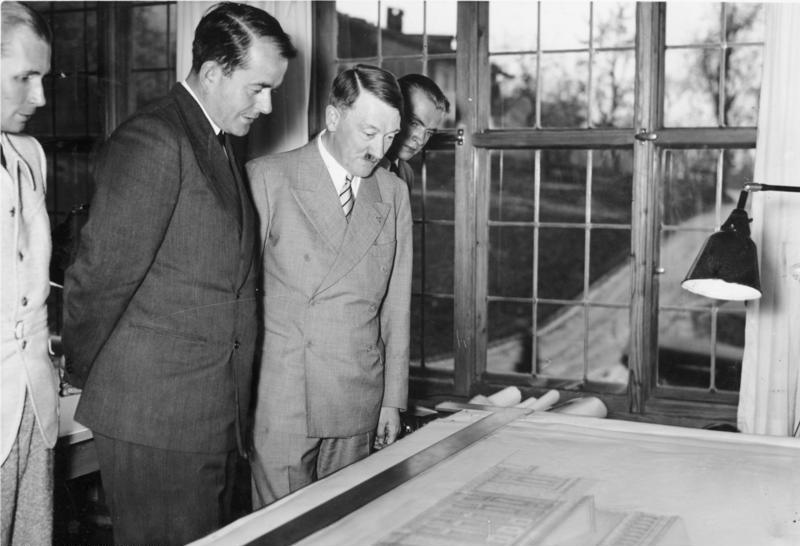
L'architetto Albert Speer assieme ad Hitler davanti ai progetti per il nuovo teatro dell'opera di Linz. Speer raccolse i suoi ricordi sul rapporto avuto con il Führer nelle Memorie del Terzo Reich (1970).

### Speer sulle credenze religiose di Hitler
Nelle sue memorie l'architetto e confidente personale di Hitler nonché ministro degli armamenti (Reichsministerium für Bewaffnung und Munition) Albert Speer ebbe a scrivere: "Tra i suoi collaboratori politici a Berlino, Hitler fece pronunciamenti duri contro la Chiesa ...", tuttavia "concepì la Chiesa come uno strumento che avrebbe anche potuto essergli utile".
(- Estratto dalle Memorie del Terzo Reich di Albert Speer.)
Anche i Diari di Goebbels osservano questa stessa politica. Il ministro della propaganda scrisse il 29 aprile 1941 che anche se Hitler era un "avversario feroce" del Vaticano e del cristianesimo, "mi impedisce di lasciare la chiesa, per ragioni tattiche".
Sempre secondo Speer il segretario privato di Hitler, Martin Bormann, assicurava alla registrazione qualsiasi pronunciamento duro da parte di Hitler contro la Chiesa. Speer ha considerato Bormann la forza trainante della campagna del regime contro le chiese. Speer pensava che Hitler approvasse gli obiettivi di Bormann, ma si considerava più pragmatico e voleva pertanto "posticipare questo problema ad un tempo più favorevole":
(- Estratto da Memorie del Terzo Reich di Albert Speer.)
Hitler, scrisse Speer, ha considerato il cristianesimo come una religione sbagliata per il "temperamento germanico", Speer scrisse che Hitler avrebbe detto: "Vedi, è stata la nostra sfortuna avere la religione sbagliata; perché non abbiamo la religione dello Shintoismo dei giapponesi, che considerano il sacrificio per la patria come il bene più alto? Anche la religione dell'Islam sarebbe stata molto più compatibile con noi rispetto al cristianesimo. Perché doveva essere il cristianesimo con la sua mansuetudine e la sua flaccidezza?"
Speer ha anche scritto di osservare in Hitler "abbastanza pochi esempi" a cui appoggiarsi e di avere una visione negativa nei confronti delle nozioni di misticismo nazista di Heinrich Himmler e di Alfred Rosenberg.

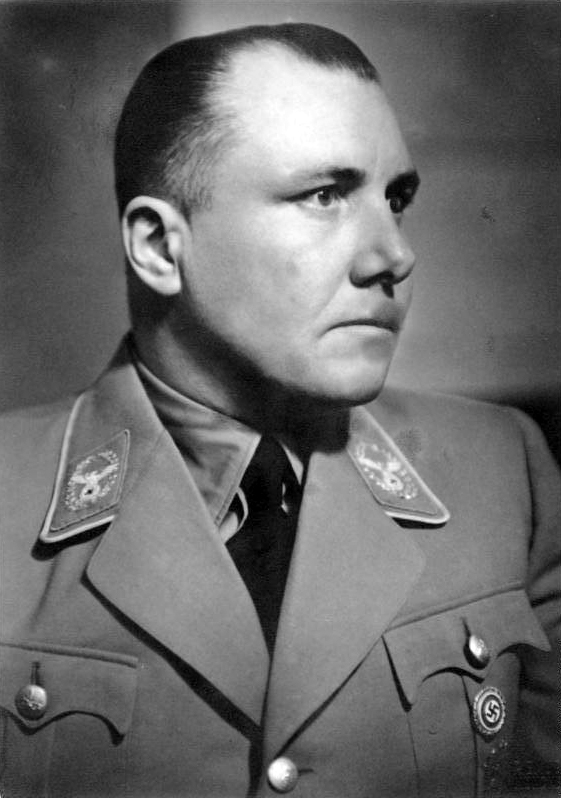
Martin Bormann, segretario personale di Hitler, registrò e fece poi stenografare molte conversazioni svoltesi col Führer in Conversazioni di Hitler a tavola.

### Bormann sulle credenze religiose di Hitler
Bormann, che funse da segretario privato di Hitler, lo convinse a permettere ad una squadra di ufficiali scelti di far registrare e stenografare le sue conversazioni private da lasciare ai posteri. Tra il 1941 e il 1944 le parole di Hitler furono registrate in trascrizioni ora conosciute come le Conversazioni di Hitler a tavola.
I brani trascritti non riguardano soltanto i punti di vista di Hitler sulla guerra e gli affari esteri, ma anche i suoi più caratteristici atteggiamenti sulla religione, la cultura, la filosofia, le aspirazioni personali e dei suoi sentimenti nei confronti dei nemici e degli amici. Speer ha ricordato nelle sue memorie che Bormann assicurava la registrazione di qualsiasi pronunciamento duro da parte di Hitler contro la Chiesa: "non c'era quasi niente che abbia scritto più con impazienza che quei commenti deprecatori sulla chiesa". All'interno dei trascritti Hitler parla del cristianesimo come di un'assurdità e un'impostura fondata nient'altro che su menzogne con cui non avrebbe mai potuto venire personalmente a patti".
Il consenso diffuso fra gli storici è che i punti di vista espressi usciti dalla traduzione fatta da Hugh Trevor-Roper di queste "conversazioni a tavola" sono credibili e affidabili anche se, come per tutte le fonti storiche, è consigliabile un alto livello di consapevolezza critica sulle sue origini e sul suo scopo primario. Le osservazioni accettate come autentiche includono citazioni come "il cristianesimo è il prototipo del bolscevismo: la mobilitazione da parte dell'ebreo delle masse degli schiavi con l'obiettivo di minare la società".
La biografia fondamentale Hitler: A Study in Tyranny di Alan Bullock cita lo stesso Hitler scrivendo: "preso al suo estremo logico, il cristianesimo significherebbe la sistematica coltivazione del fallimento umano"; la stessa dichiarazione si ritrova anche pari pari nelle registrazioni fatte effettuare da Bormann, ripetendo altre osservazioni che appaiono nelle "conversazioni" come ad esempio: "gli insegnamenti del cristianesimo sono una ribellione contro la legge di Natura della selezione naturale da parte dei più forti nella lotta per la sopravvivenza e il predominio".
Lo storico britannico Michael Burleigh ha confrontato le dichiarazioni pubbliche fatte da Hitler nei riguardi del cristianesimo con quelle presenti nelle "conversazioni" giungendo suggerire che le vere opinioni religiose di Hitler erano "una miscela di biologia materialista, un disprezzo ad imitazione delle teorie maldigerite di Friedrich Nietzsche nei confronti dell'anima e del nucleo centrale della fede, ben distinti dai valori secondari cristiani, ed infine da un anticlericalismo viscerale".
Richard Evans ha anche ribadito la convinzione che il nazismo fosse un esempio di secolarizzazione mista a scientismo e ad una prospettiva di antireligiosità; questo nell'ultimo volume della sua trilogia sulla Germania nazista: "l'ostilità di Hitler verso il cristianesimo ha raggiunto nuove altezze o profondità nel corso dell'evolversi della guerra". La sua fonte per questa affermazione è stata la prima traduzione in inglese delle "discussioni" (1953).
Le "conversazioni a tavola" vedono spesso il dittatore che si lascia andare esprimendo attimi pieni di profonde considerazioni negative nei riguardi del cristianesimo, come ad esempio: "Il colpo più pesante che mai colpì l'umanità è stato la venuta del cristianesimo: il bolscevismo è il figlio illegittimo del cristianesimo, entrambi invenzioni dell'ebreo. La religione è stata introdotta nel mondo dal cristianesimo".

I trascritti contenuti nelle conversazioni vedono Hitler esprimere la fede che la scienza avrebbe in breve tempo affossato la religione. Il 14 ottobre 1941, all'interno di una dichiarazione riguardante il destino del cristianesimo, Hitler afferma: "La scienza non può mentire, perché si sforza sempre, secondo lo stato momentaneo della conoscenza, a dedurre ciò che è vero: quando fa un errore, lo fa e poi si ravvede". La religione invece si sgretola davanti ai progressi scientifici, dice Hitler e 
Hitler voleva che il suo movimento sfuggisse dalle grinfie della religione, temendo che un patto con la Chiesa sarebbe presto crollato:
Secondo queste conversazioni registrate Hitler credeva che i veri insegnamenti cristiani di Gesù fossero stati corrotti da Paolo di Tarso, che li aveva trasformati in un tipo di bolscevismo ebraico che Hitler credeva essere predicato nell'"uguaglianza di tutti gli uomini tra di loro e la loro obbedienza ad un solo dio. Questo è ciò che ha causato la morte dell'Impero romano".
Nelle conversazioni Hitler poi elogia Flavio Claudio Giuliano, l'imperatore romano apostata nei suoi Tre libri contro i galilei, un trattato anticristiano del 362 e in data 21 ottobre 1941 afferma:
Lo storico statunitense Richard Carrier ha fatto alcuni confronti isolati di passaggi dalle edizioni tedesche, francesi e inglesi delle "conversazioni" e ha rilevato che in ogni caso l'edizione inglese curata da Trevor-Roper è stata una traduzione dell'edizione francese di François Genoud, piuttosto che basarsi sulle edizioni tedesche; inoltre ha rilevato che la traduzione francese conteneva significative distorsioni, che generalmente aumentavano l'impressione dell'odio di Hitler per il cristianesimo. Carrie ha concluso che "l'edizione di Trevor-Roper deve essere scartata come inutile". Tuttavia lo stesso Carrier ha anche scoperto che tre versioni tedesche "hanno un antenato comune, che devono essere le effettive note del bunker" ed ha raccomandato agli studiosi di lavorare direttamente con le edizioni tedesche.
Nella sua introduzione a un'edizione del 2013 delle "conversazioni" curate da Trevor-Roper Gerhard Reinberg concorda nel fatto che l'edizione di Trevor-Roper "deriva dall'edizione francese di Genoud e non da uno dei testi tedeschi". Dopo aver accuratamente esaminato la corrispondenza personale di Trevor-Roper Mikael Nilsson ha concluso in ultima analisi che Trevor-Roper era pienamente consapevole del fatto che la sua edizione era basata sul testo francese, ma non rivelò i relativi problemi che ciò comportava in pubblico.

 
Per concludere:
(- (Adolf Hitler, Conversazioni di Hitler a tavola, Goriziana, Gorizia, 2010, p. 45).)

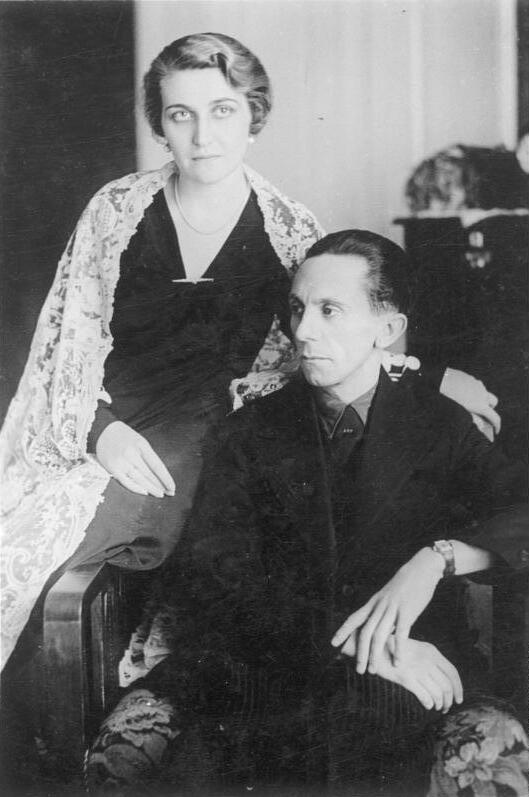
Joseph Goebbels assieme alla moglie Magda Goebbels. Il ministro della propaganda di Hitler raccolse nei suoi Diari molte osservazione fatte dal Führer nei confronti della religione.

### Goebbels sulle credenze religiose di Hitler
I Diari scritti dal ministro della propaganda forniscono importanti riflessioni sui pensieri e sulle azioni di Hitler. In una nota di Diario del 28 dicembre 1939 Goebbels ebbe a scrivere che "il Führer respinge con passione ogni pensiero nei riguardi della fondazione di una nuova religione: non ha intenzione di diventare prete, il suo unico ruolo esclusivo è quello di un politico". In data 8 aprile 1941 scrive "odia il cristianesimo, perché ha paralizzato tutto ciò che è nobile nell'umanità".
Nel 1937 Goebbels notò l'approvazione di Hitler per la propaganda anticristiana e le difficoltà che questa provocava nel clero. L'impazienza e sofferenza di Hitler nei confronti delle chiese, ha scritto Kershaw, "ha spinto a frequenti esplosioni di ostilità. All'inizio del 1937 dichiarava che il cristianesimo era maturo per la distruzione e che le Chiese devono cedere al primato rappresentato dallo Stato, contro ogni compromesso con l'istituzione più orribile immaginabile".
Il 29 aprile 1941 Goebbels annotò lunghe discussioni avvenute nei riguardi del Vaticano e sul cristianesimo in generale e scrisse: "Il Führer è un avversario feroce contro tutto ciò che è falsità e decadenza". Nel 1939 Goebbels aveva scritto che il Führer sapeva che avrebbe "dovuto aggirare un conflitto tra Chiesa e Stato" ma che nel frattempo "il modo migliore per affrontare le chiese è quello di affermare di essere un appartenente al cristianesimo positivo".
In un'altra delle sue note Goebbels ha scritto che Hitler era "profondamente religioso ma interamente anti-cristiano". In data 29 dicembre 1939 si può leggere:
(Diari, 29 dicembre 1939.)
Sempre nel 1939 Goebbels annotava in un appunto di diario un momento in cui Hitler aveva "espresso la sua ribellione contro il cristianesimo e desiderava che fosse giunto il momento di poterlo esprimere apertamente. Il cristianesimo aveva corrotto e infettato l'intero mondo dell'antichità classica". Hitler, scrive Goebbels, "ha visto l'età pre-cristiana del primo Principato di Augusto come il punto più alto della storia e non ha potuto relazionarsi con la mentalità gotica né con il meditabondo misticismo".
I diari riferiscono anche che Hitler credeva che Gesù "volesse anche agire contro la dominazione del mondo ebraico, mentre l'ebraismo lo ha fatto crocifiggere, ma Paolo ha falsificato la sua dottrina e ha minato in tal modo la stessa essenza dell'antica Roma".

### Altre fonti sulle credenze religiose di Hitler
L'Anschluss ha visto l'annessione dell'Austria alla Germania nazista all'inizio del 1938. Il cancelliere austriaco Kurt Alois von Schuschnigg si era recato in Germania per poter incontrare Hitler il quale, secondo la testimonianza dello stesso Schuschnigg, entrò in uno stato di rabbia minacciosa contro il ruolo sempre avuto dall'impero austro-ungarico contro l'impero tedesco nel corso della storia; disse che "ogni idea nazionale tedesca è sempre stata sabotata dall'Austria per tutta la storia, ed infatti questo sabotaggio è stata la principale attività degli Asburgo e della Chiesa Cattolica". Questo si concluse con l'ultimatum dato da Hitler all'Austria che avrebbe di fatto concluso l'esperienza dell'indipendenza austriaca e consegnato la nazione ai nazisti.
Dopo l'attentato a Hitler del 20 luglio 1944 il Führer accreditò la sua avvenuta sopravvivenza al Destino in una trasmissione radiofonica mandata in onda il giorno seguente. Il capo della stampa tedesca Helmut Sündermann dichiarò: "Il popolo tedesco deve considerare il fallimento del tentativo di attentare alla vita di Hitler come il segno che Hitler dovrà completare i suoi compiti sotto la protezione di una potenza divina".
Nel 1945 la sorella Paula Hitler tenne una dichiarazione registrata in cui affermava "... non credo che abbia mai lasciato la chiesa [cattolica], ma non lo so per certo".
Dopo un incontro avvenuto con Hitler il cardinale Michael von Faulhaber, un uomo che ha sempre "criticato coraggiosamente gli attacchi nazisti contro la Chiesa cattolica, se ne andò convinto che Hitler fosse profondamente religioso", ha osservato Kershaw. Nel novembre del 1936 il prelato cattolico incontrò Hitler al Berghof per un incontro di tre ore; dopo aver lasciato l'incontro scrisse che "Il Cancelliere del Reich vive senza dubbio nella fede in Dio. Riconosce il cristianesimo come costruttore della cultura occidentale".
Il generale Gerhard Engel scrisse anch'egli nel suo diario che Hitler fosse un credente, raccontando che nel 1941 Hitler aveva dichiarato: "Io sono prima di tutto un cattolico e tale rimarrò sempre". Kershaw cita il caso di Faulhaber come un esempio della capacità di Hitler di "lanciare fumo negli occhi di critici addirittura induriti", dimostrando l'"evidente capacità di Hitler di simulare, anche ai leader della chiesa potenzialmente critici, un'immagine di un leader volta a sostenere e proteggere il cristianesimo".

## Evoluzione pubblica e privata delle credenze di Hitler

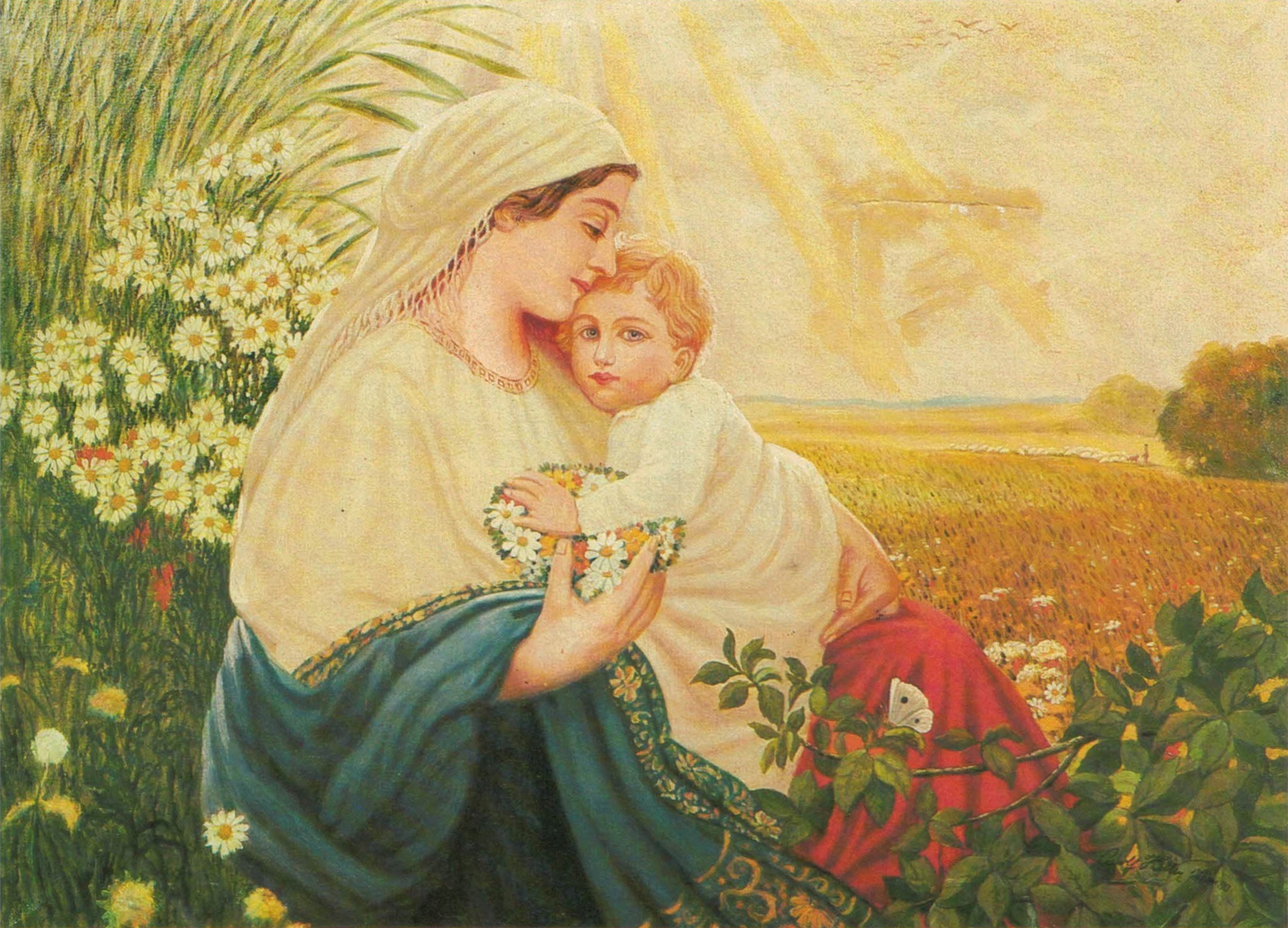
La Theotókos (Madre di Dio) Maria con il Santo Bambino Gesù Cristo (1913), un dipinto a olio di Adolf Hitler.

### Prima giovinezza e adolescenza
Hitler nacque il 20 di aprile del 1889 a Braunau am Inn al confine dell'Austria e ricevette il battesimo secondo il rito cattolico in quello stesso anno. Il padre Alois Hitler, anche se nominalmente appartenente alla Chiesa cattolica, fu religiosamente scettico ed anticlericale, mentre sua madre Klara Pölzl fu una devota praticante cattolica. Hitler venne allevato nell'Austria asburgica; tuttavia, i dettagli storici con qualche pretesa di affidabilità sulla sua infanzia sono assai scarsi.
Secondo il maggiore storico di Hitler, Ian Kershaw, le riflessioni che lo stesso Hitler fornì sulla propria vita nel Mein Kampf sono "inesatte nel dettaglio e colorate nell'interpretazione", mentre le informazioni fornite durante il periodo nazista sono "dubbie", come lo possono essere i ricordi nel dopoguerra rilasciati da familiari e conoscenti.
A. N. Wilson scrisse: "talvolta si fa qualche accenno all'educazione cattolica ricevuta da Hitler... era qualcosa a cui Hitler stesso faceva spesso l'allusione, ed era quasi sempre violentemente ostile". "La berretta"! La vista di questi aborti in abito talare mi fa diventare selvaggio"; Hitler si vantava di esprimere il suo scetticismo filosofico di fronte agli insegnanti di religione quando frequentava l'istituto d'istruzione religioso.
Frequentò diverse scuole elementari; per un periodo di sei mesi alla famiglia capitò di vivere di fronte ad un monastero dell'ordine di San Benedetto a Lambach, l'Abbazia di Lambach ed in certi pomeriggi Hitler frequentò anche la scuola del coro parrocchiale. Scrisse in seguito nel Mein Kampf che in quei momenti sognava di poter prendere un giorno l'ordine sacro.
Secondo Michael Rissmann fin da giovane Hitler venne influenzato dal pangermanesimo e cominciò presto a rifiutare il cattolicesimo, ricevendo il sacramento della confermazione con ben poca volontà e anzi assai malvolentieri. Il biografo John Toland ha scritto nei riguardi della cerimonia avvenuta nel 1904 nel duomo di Linz che il padrino e madrina raccontarono che dovettero "tirargli fuori le parole di bocca... quasi come se tutta la cerimonia della sua cresima gli desse un senso di ripugnanza".
Rissman racconta anche una storia secondo cui un amico di gioventù affermò che da quando che Hitler fu tornato a casa dopo la cerimonia, non ha mai più partecipato alla messa o ricevuto i sacramenti.
Nel 1909 Hitler si trasferì a Vienna e secondo Bullock i suoi interessi intellettuali variavano e vacillavano di frequente, spaziando dall''"antica Roma alle religioni indiane, dallo Yoga all'occultismo, dall'ipnotismo all'astrologia e al protestantesimo. I suoi attacchi retorici rimasero sbilanciati, colpendo e affidando i suoi odi - contro gli ebrei, i sacerdoti, i socialdemocratici, gli Asburgo - senza alcuna restrizione o distinzione".

### Età adulta e carriera politica

#### La retorica pubblica di Hitler e gli scritti sulla religione
Anche se personalmente scettico, il rapporto pubblico di Hitler con la religione era segnato dal pragmatismo più opportunista. Nel confronti delle questioni religiose adotto una strategia personale "adattata ai suoi fini politici più immediati". In generale personalizzò il suo messaggio a seconda della percezione che aveva della sensibilità del suo pubblico e Kershaw ritiene che poche persone avrebbero davvero potuto pretendere di conoscere a fondo Hitler, che si manteneva molto parco nelle questioni inerenti alla sfera privata, sino a mantenere il segreto sugli affari strettamente personali, essendo in grado di ingannare anche i critici più induriti per quel che riguardava le sue vere credenze. In privato disprezzò il cristianesimo, ma quando cominciò la sua campagna per salire al potere non mancò di rilanciare dichiarazioni a favore della religione.
Le affermazioni pubbliche di Hitler furono spesso inframmezzate da riferimenti a Dio e allo Spirito Santo. Nel suo Hitler and Stalin: Parallel Lives (Hitler e Stalin: vite parallele) Bullock scrive che Hitler, come Napoleone Bonaparte prima di lui, impiegò spesso il linguaggio della "provvidenza divina" in difesa del proprio mito personale, ma che alla fin fine condivise con il dittatore sovietico Iosif Stalin "la stessa identica prospettiva materialista, fondata sulla base della certezza del razionalismo del XIX secolo che il progresso della scienza avrebbe distrutto tutti i miti e aveva già dimostrato che la dottrina cristiana non era altro che un'assurdità".
Il mito di Hitler doveva essere protetto e questo lo ha portato, come Napoleone, a parlare frequentemente della divina provvidenza, come una necessaria proiezione inconscia del suo senso del destino che gli forniva sia una giustificazione sia un'assoluzione. "I russi", ebbe ad osservare in un'occasione "avevano tutto il diritto ad attaccare i loro sacerdoti, ma non avevano il diritto di assalire l'idea di una forza suprema. È un dato di fatto che siamo creature deboli e che esiste una forza creativa che ci sovrasta". (Tratto da Hitler and Stalin: Parallel Lives di Alan Bullock).
Hitler ebbe una "capacità di simulare, anche ai leader della Chiesa potenzialmente critici, un'immagine di leader appassionato nel sostenere e proteggere il cristianesimo [dal bolscevismo]" ha scritto Kershaw, il che ha servito a deviare la critica diretta da lui da parte dei leader della Chiesa sulle condanne più note espresse dai "radicali del partito anticristiano".

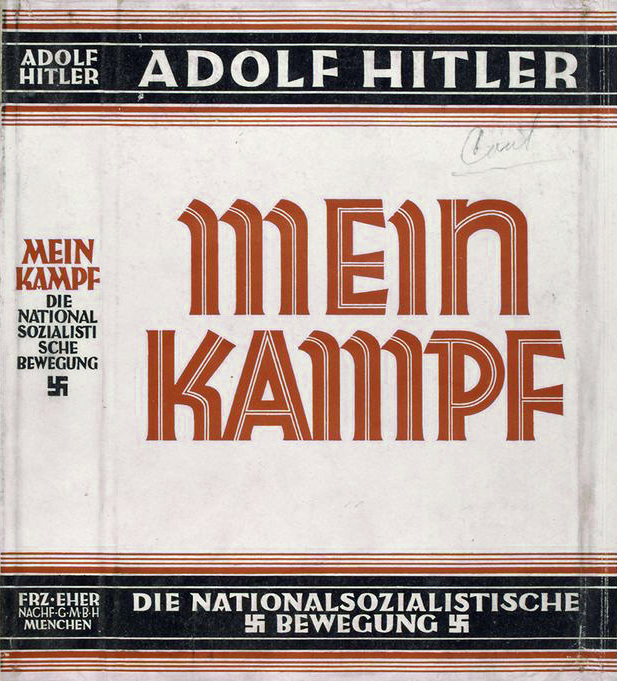
Un'edizione del Mein Kampf (1925-26).

#### Religione inMein Kampf
Nel Mein Kampf (1924-1925), scritto mentre si trovava in carcere dopo il fallito Putsch di Monaco del 1923, Hitler combinò elementi di autobiografia assieme ad un'esposizione della sua ideologia politica razzista. Le riflessioni personali contenute nel testo sono tuttavia imprecise e inaffidabili; all'interno dell'opera Hitler utilizza le parole "Dio", "Creatore", "Provvidenza" e "Signore".
Laurence Rees ha descritto la colonna portante del libro in termini di "sordo nichilismo", rivelando un universo freddo senza alcuna struttura morale per nulla diversa dalla lotta tra popolazioni differenti per la supremazia. "Quel che manca nel Mein Kampf", ha scritto Rees "e questo è un fatto che non ha ancora mai ricevuto il riconoscimento che dovrebbe, è un'enfasi sul cristianesimo"; "anche se la Germania", ha osservato Rees, "è stata cristiana per almeno mille anni". Così, conclude Rees, "la lettura più coerente che si dovrebbe dare di Mein Kampf è che mentre Hitler era disposto a credere in un Dio creatore iniziale, non accettò la visione cristiana convenzionale del Paradiso e dell'Inferno, né la sopravvivenza di un'anima individuale... siamo semplicemente animali ed è proprio come gli animali che affrontiamo la scelta di distruggere o di essere distrutti".
Paul Berben ha scritto che per quanto riguarda le confessioni cristiane Hitler ebbe a dichiarasi neutrale nel suo libro, sebbene sostenesse una chiara e del tutto netta separazione tra la Chiesa e lo Stato; la Chiesa non si sarebbe dovuta occupare della vita terrena del popolo che doveva essere sotto il pieno dominio dello Stato. Secondo William Shirer Hitler "ha affrontato il cattolicesimo politico in Mein Kampf e ha attaccato le due principali chiese cristiane per il loro mancato riconoscimento del problema razziale...", avvertendo anche che nessun partito politico poteva "produrre una riforma religiosa".
Richard Steigmann-Gall ha intravisto la prova di un "elemento cristiano" nei primissimi scritti di Hitler, mentre nel Mein Kampf non ha visto "nessuna indicazione del fatto che [Hitler] potesse essere ateo o dedito all'agnosticismo o credere in una sola divina remota e razionale, scrivendo invece che Hitler continuava a riferirsi continuamente ad una divinità provvidenziale e attiva".
La sua vita, pensa Hitler secondo Ralph Manheim riferendosi al popolo ebraico
Steigmann-Gall sosteneva che i riferimenti di Hitler a Gesù, il Dio incarnato nella sua qualità di "Signore della Creazione" e la necessità di ubbidire alla "Sua volontà" rivela che il cristianesimo fu fuso nel suo pensiero. "Quello che il cristianesimo raggiunge non è il dogmatismo, non è la ricerca della forma esteriore ecclesiastica, ma piuttosto i principi etici... Non esiste nessuna religione né alcuna filosofia che sia perfettamente coerente al suo contenuto morale: nessuna etica filosofica può meglio disinfettare la tensione continuamente esistente tra questa vita e l'altra; tensione da cui nacquero il cristianesimo e la sua etica", ha affermato Hitler.
Nel Mein Kampf Hitler scrisse che Gesù "non ha fatto alcun mistero del suo atteggiamento verso il popolo ebraico e, quando necessario, ha anche preso la frusta per scacciare i mercanti dal tempio... [gli ebrei] questo avversario di tutta l'umanità, che poi come sempre vedeva nella religione nient'altro che uno strumento per la sua semplice esistenza commerciale. In cambio, Cristo è stato inchiodato alla croce".
Hitler scrisse anche dell'importanza di una Weltanschauung (visione del mondo) definita e uniformemente accettata e notò che l'importanza sempre minore che stava assumendo la religione in Europa aveva portato ad un calo delle necessarie certezze: "tuttavia questo nostro mondo umano sarebbe inconcepibile senza l'esistenza pratica Della fede religiosa". I vari sostituti finora offerti non potrebbero "sostituire sostanzialmente le confessioni esistenti".
(- Adolf Hitler, Mein Kampf".)
Esaminando come poter stabilire un nuovo ordine Hitler sostenne che la grandezza delle organizzazioni più potenti era affidata all'intolleranza di tutti gli altri, di modo che la grandezza del cristianesimo sorse a partire dalla "proclamazione ininterrotta e fanatica e dalla difesa del proprio insegnamento". Hitler rifiutò la visione che voleva il cristianesimo come un portatore di civiltà all'interno della comunità dei Germani: "È perciò oltraggioso oltre che ingiusto parlare dei tedeschi pre-cristiani come di barbari che non hanno avuto civiltà, essi non sono mai stati tali".
Prevedendo il suo conflitto inevitabile con la Chiesa cattolica a riguardo dell'eutanasia (Aktion T4) nella Germania nazista, Hitler scrisse che le chiese dovrebbero rinunciare al lavoro missionario in Africa e concentrarsi invece a convincere gli europei più graditi a Dio ad adottare gli orfani piuttosto che
"dare vita a un bambino malato che sarà una causa di sofferenza e infelicità per tutti". Le chiese cristiane dovrebbero dimenticare le proprie differenze per concentrarsi invece sulla questione impellente della "contaminazione razziale", proclamò.
(- Adolf Hitler, Mein Kampf.)
Quando arrivò a Vienna nelle vesti di un giovane ancora pieno di speranze, affermò Hitler, non era ancora diventato antisemita: "Nell'ebreo ho ancora visto solo un uomo di una religione diversa e perciò, a motivo della tolleranza umana, ero contro l'idea di attaccarlo solo perché aveva una fede diversa dalla mia". Pensò sempre che l'antisemitismo basato su motivi religiosi, piuttosto che su motivi razziali, fosse un errore. Hitler sostenne invece che gli ebrei avrebbero dovuto essere deplorati sulla base della loro "razza".
Nel tentativo di giustificare l'aggressione nazista Hitler tracciò un parallelo tra la militanza politico e l'ascesa del cristianesimo al potere come religione di stato dell'impero romano:
Altrove, sempre nel Mein Kampf, Hitler parla di un "Creatore dell'universo" e di una "Provvidenza eterna"; dichiara inoltre la sua ferma convinzione che la razza ariana sia stata creata da Dio e che sarebbe stato un vero peccato diluirla attraverso la "contaminazione razziale":
Nel Mein Kampf Hitler vide Gesù come un nemico degli ebrei piuttosto che come un appartenente al loro popolo: "e il fondatore del cristianesimo non fece alcun mistero della sua poca stima nei confronti del popolo ebraico: quando lo trovò necessario, scacciò quei nemici della razza umana dal Tempio di Dio".
Derek Hastings scrive che, secondo il fotografo personale di Hitler Heinrich Hoffmann il prete cattolico dell'ordine di San Gerolamo Bernhard Stempfle, un acceso antisemita, sarebbe stato membro della cerchia interna di Hitler nei primi anni '20 e che egli spesso ebbe a chiedere il suo consiglio su questioni religiose; aiutò lo stesso Hitler nella stesura del Mein Kampf. Venne fatto assassinare dalle SS durante la notte dei lunghi coltelli nel 1934.

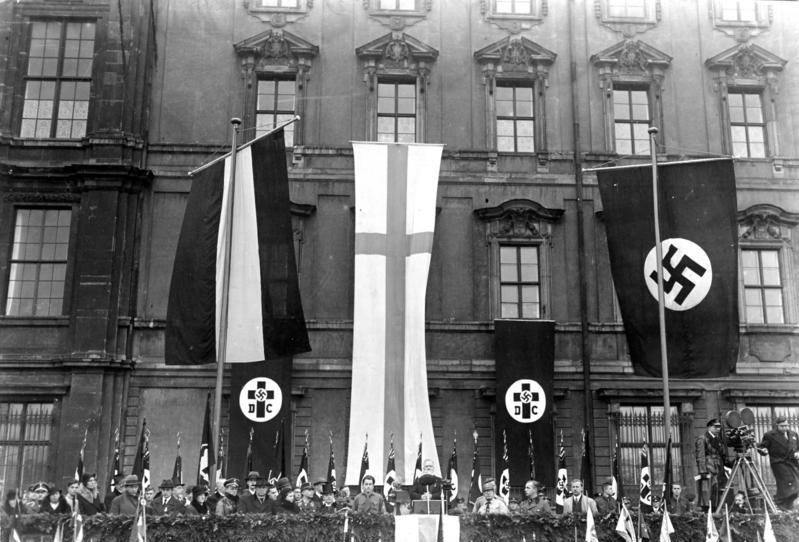
I cristiani tedeschi durante i festeggiamenti del Giorno di Martin Lutero a Berlino nel 1933, in attesa del discorso del vescovo Hossenfelder.

#### Hitler sul cristianesimo e "cristianesimo positivo"
L'articolo 24 del programma nazionalsocialista databile al 1920 e riconducibile allo stesso Hitler approvò quello che venne definito come "cristianesimo positivo", pur tenendo presente che la religione avrebbe dovuto sempre collocarsi una posizione sottostante all'ideologia del Partito Nazionalsocialista Tedesco dei Lavoratori aggiungendovi inoltre l'ammonimento ulteriore che esso non avrebbe mai dovuto offendere "il senso morale della razza tedesca".
Non essendo confessionale, il termine "cristianesimo positivo" avrebbe anche potuto essere interpretato anche in modo differente, ma si riuscirono ad allontanare i timori che potevano sorgere tra la maggioranza cristiana tedesca mantenendo l'aperta espressione delle convinzioni anticristiane riducendola solo al di fuori delle grandi adunate del movimento nazista. Si è proposta inoltre anche una definizione di "cristianesimo positivo" come quella di una forza che avrebbe dovuto combattere lo "spirito ebraico materialistico".
Nel 1922, un decennio prima che Hitler assumesse il cancellierato, l'ex primo ministro della Baviera il conte Hugo Graf von und zu Lerchenfeld auf Köfering und Schönberg affermò durante un discorso pronunciato al Landtag della Baviera che le sue credenze "come uomo e come cristiano" gli impedivano di essere un antisemita o di perseguire politiche pubbliche antisemite. Hitler riuscì a trasformare la prospettiva di Gesù nell'opinione di Lerchenfeld, raccontando ad una folla riunitasi a Monaco di Baviera:
Nel corso di un discorso nel 1928 dichiarò: "Non tolleremo nessuno nei nostri ranghi che attacca le idee del cristianesimo... infatti il nostro movimento è cristiano".
Alla luce di acquisizioni successive Fees osserva: "La spiegazione più convincente delle affermazioni [di Hitler] è che Hitler, in quanto politico, ha semplicemente riconosciuto la realtà pratica del mondo in cui ha abitato... Se Hitler si fosse distanziato troppo dal cristianesimo col proprio movimento è assolutamente impossibile vedere come avrebbe mai potuto avere successo in un'elezione libera, e quindi la sua relazione in pubblico con il cristianesimo - in effetti il suo rapporto con la religione in generale - era opportunista. Durante la sua vita, non ha mai espresso alcuna credenza individuale nei principi fondamentali della Chiesa cristiana".
Lo storico britannico Richard J. Evans ritiene che il divario tra le dichiarazioni pubbliche e private di Hitler sia dovuto al desiderio di non causare un litigio con le chiese il quale avrebbe potuto minare l'unità nazionale.
Nel 1923 Hitler si avvicinò sempre di più alla confessione dei cristiani tedeschi (Deutsche Christen), un gruppo filonazista presente all'interno del protestantesimo evangelico. "Hitler ha visto la relazione in termini politici: non era un cristiano praticante, ma era in qualche modo riuscito a mascherare il proprio scetticismo religioso davanti a milioni di elettori tedeschi", ha scritto Richard Overy, che ha ritenuto che Hitler trovasse utile questa disposizione per un certo tempo, ma in definitiva aveva previsto che il cristianesimo sarebbe morto a causa dei progressi scientifici.
In questo primo periodo il movimento dei "cristiani tedeschi" cercò di rendere le chiese evangeliche protestanti della Germania uno strumento della politica nazista; gli aderenti promossero le nozioni di "superiorità razziale" e di "destino inerente alla razza di appartenenza. Hitler sostenne la costituzione formale dei "cristiani tedeschi" nel 1932: l'organizzazione era nazionalista e antisemita ed alcuni dei suoi membri più radicali richiesero che rinunciasse all'Antico Testamento (le Scritture ebraiche) oltre che alle Lettere di Paolo del Nuovo Testamento, a causa della loro matrice eminentemente ebraica.
Il movimento hitleriano non fu graniticamente unito sulle questioni religiose. Il consenso tra gli storici vuole che il nazismo nel suo complesso non fosse collegato al cristianesimo ma che neppure si oppose attivamente ad esso. L'uso del termine "cristianesimo positivo" nel programma del partito nazista ancora negli anni '20 viene comunemente considerato come una misura tattica, ma l'autore Steigmann-Gall crede che abbia avuto una sua "logica interiore" e che sia stato "più di una semplice manovra politica". Egli crede anche che Hitler avesse inteso Gesù come una figura simboleggiante l'arianesimo e pertanto fosse un avversario acerrimo degli ebrei. Sebbene gli anticristiani avessero poi combattuto per "espellere l'influenza cristiana dal nazismo" e il movimento "diventasse sempre più ostile alle chiese" Steigmann-Gall ha scritto che anche alla fine non era "uniformemente anticristiano".
Lo storico John S. Conway scrive che Steigmann-Gall ha prodotto delle prove quasi convincenti e che "è giusto sottolineare che non vi è mi stato un consenso tra i leader nazisti sul rapporto da tenere tra il partito e il cristianesimo", né in quanto a grado né in quanto a tempismo. Egli concorda con Steigmann-Gall sul fatto che a partire dal 1937 la politica nazista verso le chiese è diventata molto più ostile, sostenendo con convinzione che il programma del 1924 del partito nazista e quello di Hitler che si può evincere dai suoi discorsi politici dei primi anni non erano solo politicamente motivati o ingannevoli nell'intenzione... "Steigmann-Gall considera questi discorsi come un sincero apprezzamento del cristianesimo... Eppure non è pronto ad ammettere che questo cristianesimo nazista è stato eviscerato dai suoi principi; tutti i dogmi ortodossi più essenziali vennero esclusi, rimaneva solo l'impronta più vaga combinata con i pregiudizi antiebraici: solo pochi radicali sull'ala estrema del liberalismo protestante avrebbero riconosciuto di fatto un tale guazzabuglio come vero cristianesimo".
Samuel Koehne, ricercatore presso l'università Deakin, che lavora sulle opinioni ufficiali naziste nei confronti della religione, risponde così alla domanda che ci si pone: Hitler era un cristiano? "Non esplicitamente, se consideriamo il cristianesimo nella sua forma tradizionale ortodossa che vuole Gesù in quanto Figlio di Dio morto per la redenzione di peccati di tutta l'umanità: è assurdo dichiarare che Hitler (o qualsiasi altro nazista) abbia mai potuto aderire a questa forma di cristianesimo".

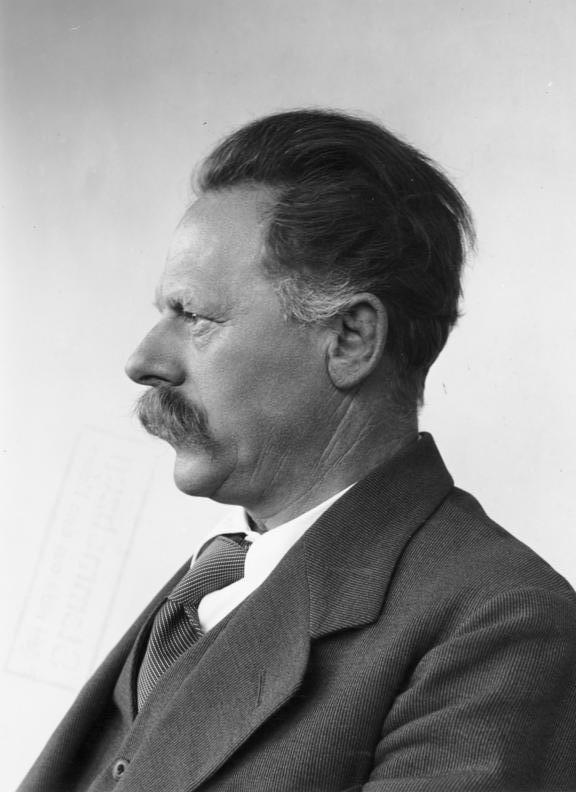
Il professor Jakob Wilhelm Hauer, fondatore del Movimento per la fede tedesca.

#### Ascesa nazista al potere
Precedentemente alla votazione del Reichstag sul decreto dei pieni poteri da conferire a Hitler e attuato nel 1933 (per cui acquisì le funzioni didattoriali "temporanee"), attraverso cui continuò la sua opera di smantellamento della repubblica di Weimar, Hitler promise al parlamento tedesco di non interferire con i diritti delle chiese. Tuttavia, assicuratosi stabilmente il potere in Germania, Hitler violò rapidamente questa promessa.
Nel corso del 1933 e del 1934 il leader nazista richiese un livello di sostegno da parte di gruppi come i conservatori tedeschi e il Partito di Centro Tedesco d'ispirazione cattolica presenti in parlamento, oltre che del capo di Stato del Reich conservatore il generale Paul von Hindenburg, il tutto al fine di ottenere una salda presa sul potere con un'apparenza di legalità. In un proclama annunciato il 1º febbraio 1933 Hitler dichiarò:
Il 21 marzo del 1933 il Reichstag si riunì nella Chiesa della guarnigione e della corte a Potsdam per mostrare l'unità del nazionalsocialismo con la vecchia Germania conservatrice del presidente von Hindenburg. Due giorni dopo i nazisti si assicurarono il passaggio del "decreto sui pieni poteri", concedendo in tal modo poteri dittatoriali a Hitler. Meno di tre mesi dopo tutti i partiti e le organizzazioni non naziste, incluso il partito cattolico centrista, avevano cessato di esistere.
Hitler cercò di accaparrarsi i voti centristi e conservatori per far approvare il decreto attuativo con un misto di atti intimidatori, negoziazione e conciliazione. Il 23 marzo 1933, poco prima della votazione del decreto, l'oramai Führer descrisse le fedi cristiane come degli "elementi essenziali per salvaguardare l'anima del popolo tedesco" e ancora: "riteniamo le forze spirituali del cristianesimo come elementi indispensabili per l'elevazione morale della maggior parte del popolo tedesco". Con l'occhio rivolto ai voti del partito centrista cattolico, ha scritto Shirer, aggiunse anche la speranza di poter migliorare i rapporti con la Santa Sede.
Il partito centrista richiese delle garanzie nei riguardi del mantenimento dei diritti delle chiese. Hitler promise che le istituzioni della repubblica di Weimar e delle chiese sarebbero state protette aggiungendo che il proprio governo vedeva le chiese come "i fattori più importanti per sostenere la nostra nazione". In mezzo tra la discussione politica e le minacce paventate di una guerra civile, il centro votò a favore del decreto legge. Le false promesse fatte da Hitler nei riguardi della protezione delle chiese e delle istituzioni della repubblica non sono mai state mantenute.
Nel gennaio del 1934 Hitler irritò le chiese nominando il fautore del neopaganesimo Alfred Rosenberg come ideologo nazista ufficiale. Il Führer lanciò contemporaneamente una campagna intesa ad un coordinamento (Gleichschaltung) unico dei protestanti tedeschi sotto la guida di una chiesa ptotestante unificata del Reich (la Chiesa evangelica tedesca) a sua volta sotto la direzione dei cristiani tedeschi, ma il tentativo fallì miseramente grazie alle strenue resistenze poste dalla Chiesa confessante.
Nel suo saggio The Aryan Jesus: Christian Theologians and the Bible in Nazi Germany (Gesù ariano: i teologi cristiani e la Bibbia nella Germania nazista) la professoressa del Dartmouth College Susannah Heschel ha osservato che i "cristiani tedeschi" differivano dai cristiani tradizionali in quanto rifiutavano le origini ebraiche del cristianesimo. Nelle dichiarazioni pubbliche esposte nel corso dei suoi anni di dittatura Hitler continuò a parlare positivamente di una visione nazista della cultura tedesca cristiana e della sua fede in un qualche Cristo ariano. Hitler aggiunse poi che Paolo di Tarso, in quanto ebreo, aveva falsificato l'autentico messaggio di Gesù; un tema quest'ultimo che Hitler ripeteva anche nelle conversazioni private, incluso nell'ottobre del 1941, quando prese la decisione di sterminare gli ebrei.
Ian Kershaw ha detto che Hitler perse l'interesse a sostenere i "cristiani tedeschi" a partire dal 1934; purtuttavia in un discorso pronunciato il 26 giugno di quello stesso anno Hitler dichiarò:
Nel 1937 Hanns Kerrl, ministro degli "Affari con la Chiesa" di Hitler, spiegò il "cristianesimo positivo" come non dipendente dal Credo o Simbolo degli apostoli né nella fede in Cisto come Figlio di Dio su cui si basava il cristianesimo, bensì rendendolo un rappresentante ufficiale del nazionalsocialismo, con "Il Führer che è l'araldo di una nuova Rivelazione".
La macchina della propaganda nella Germania nazista promosse attivamente Hitler come salvatore del cristianesimo e i temi propagandistici del nazionalsocialismo sostennero i "cristiani tedeschi" nella formazione di una singola Chiesa nazionale che poteva essere controllata e manipolata.

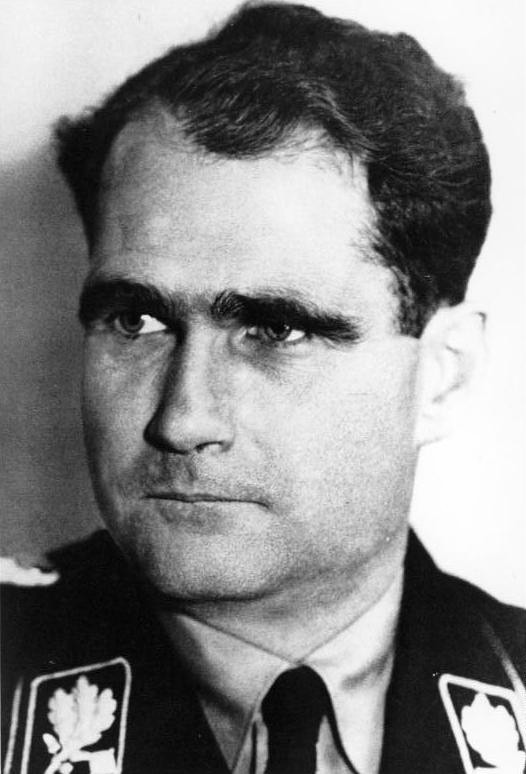
Rudolf Hess, vice di Hitler, fu un membro della Società Thule e un appassionato di astrologia.

(- Discorso alla vecchia guardia di Monaco di Baviera pronunciato il 24 febbraio 1939.)

#### Hitler sul misticismo e l'occultismo
Secondo l'opinione di Alan Bullock nel periodo della sua prima giovinezza passata a Vienna Hitler lesse freneticamente, inclusi libri sull'occultismo, l'ipnosi e l'astrologia. Tuttavia il suo interesse nei confronti di questi temi rimase fugace e non v'è alcuna prova che abbia mai sottoscritto alcuna di queste scuole di pensiero. Bullock non trovò alcuna prova per sostenere la credenza un tempo popolare che Hitler si rivolse all'astrologia prima della sua scalata al potere, scrisse anzi che Hitler in realtà ridicolizzasse gli appartenenti al suo partito che, come Heinrich Himmler, volevano ristabilire la mitologia del paganesimo germanico, o come Rudolf Hess il quale credeva fermamente nei responsi astrologici.
Albert Speer ha scritto che Hitler aveva una visione negativa nei confronti delle nozioni intrise di misticismo nazista di Himmler e di Alfred Rosenberg. Speer cita Hitler quando una volta parlò del tentativo di Himmler di mitologizzare le SS:
(- Adolf Hitler citato da Albert Speer in Memorie del Terzo Reich.)

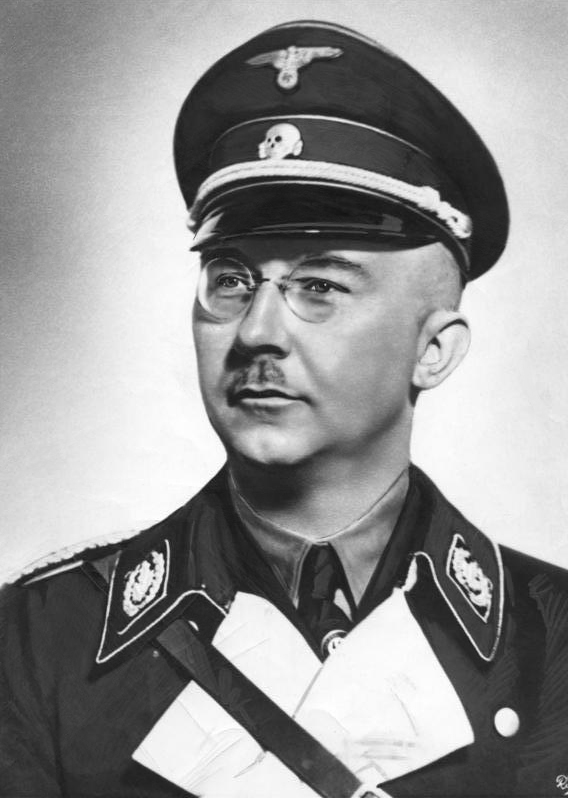
Heinrich Himmler, capo delle Schutzstaffeln (SS) a partire dal 1929, appassionato di occultismo e fautore della "mitologizzazione" della sua organizzazione.

In un discorso che tenne nel 1938 a Norimberga Hitler rifiutò ogni forma di misticismo, ma espresse altresì la propria fede in Dio e nel compito del nazionalsocialismo il quale doveva portare a compimento una volontà divina:
Secondo il critico Ron Rosenbaum alcuni studiosi ritengono che il giovane Hitler possa essere stato fortemente influenzato, in particolare nei suoi punti di vista razziali, da un'abbondanza di opere occulte che propagandavano la superiorità mistica dei tedeschi, come fece ad esempio la rivista occulta e antisemita Ostara e di prestar fede alle rivendicazioni fatte dal suo editore Lanz von Liebenfels (che Hitler andò a trovare nel 1909 per lodarne il lavoro).
Il biografo storico John Toland scrisse che l'evidenza indicava che Hitler era un lettore regolare e appassionato di Ostara; sempre Toland include anche una poesia che Hitler scrisse presumibilmente mentre serviva nell'esercito tedesco (Heer) sul fronte occidentale nel 1915.
L'opera fondamentale sull'Ariosofia intitolata The Occult Roots of Nazism di Nicholas Goodrick-Clarke dedica l'ultimo capitolo proprio al tema della correlazione tra l'Ariosofia e Hitler. A causa della difficoltà interpretativa delle fonti disponibili gli storici non concordano sull'importanza che ebbe l'Ariosofia per le opinioni religiose di Hitler. Come viene fatto notare nella prefazione a The Occult Roots of Nazism di Rohan Butler, Goodrick-Clarke è più cauto nel valutare l'influenza avuta da von Liebenfels su Hitler rispetto a quanto fatto nella biografia di Joachim Fest.
Paragonandolo a Erich Ludendorff Fest scrive che "Hitler si era allontanato da tali influenze, in cui incontrò l'oscurantismo dei suoi primi anni, Lanz v. Liebenfels e la Società Thule, ancora una volta e formulò apertamente nel Mein Kampf, il suo disprezzo aspro e pungente nei confronti di quel romanticismo così comune nel Movimento völkisch, ma comunque mantenne e conservò rudimentalmente il suo cosmo immaginativo". Fest si riferisce al seguente passaggio di Mein Kampf:
Non risulta chiaro se questa affermazione possa essere un attacco generalizzato o piuttosto rivolto in particolare a qualche specifico gruppo esoterico-occulto, avrebbe potuto essere rivolto a Karl Harrer (membro di spicco della Società Thule) o al gruppo rifacentisi allo Strasserismo. Secondo Goodrick-Clarke "In ogni caso, l'esplosione di furore indica chiaramente il disprezzo di Hitler nei confronti degli ambienti cospiratori e degli studi occulti-razzisti indicando invece la sua preferenza verso l'attivismo diretto". Hitler disse qualcosa di simile anche durante i suoi discorsi pubblici.
La letteratura più antica afferma che Hitler non avesse la minima intenzione di istituire il culto degli antichi dèi germanici appartenenti al paganesimo germanico, questo in contrasto con le credenze di alcuni altri funzionari nazisti. Nelle Conversazioni di Hitler a tavola si può trovare questa citazione:
Jackson J. Spielvogel (professore associato emerito alla Pennsylvania State University) e David Redles in un articolo fatto pubblicare dal Centro Simon Wiesenthal affermano presunte influenze su Hitler di varie porzioni degli insegnamenti di Helena Blavatsky, fondatrice della società teosofica, attraverso le dottrine esposte nel suo libro intitolato La dottrina segreta (1888) e tramite gli adattamenti delle sue maggiori idee da parte dei seguaci attraverso l'Ariosofia, la Germanenorden e per l'appunto la Società Thule; tutti questi avrebbero costituito un'influenza popolarmente non riconosciuta, ma altresì decisiva sullo sviluppo progressivo dell'ideologia hitleriana.
Gli studiosi affermano che Hitler stesso potrebbe essere responsabile della svolta di paradigma storico permettendo così d'individuarne le influenza occulte. Mentre pubblicamente continuò a condannare e perseguitò l'occultismo, la massoneria e l'astrologia, i suoi colloqui privati notturni registrati rivelano la sua credenza nelle idee espresse da questi gruppi occulti contestati; ciò è dimostrato dalle sue discussioni avvenute sui temi della reincarnazione, di Atlantide, della teoria del ghiaccio cosmico e la sua convinzione che i miti esoterici e le leggende sul cataclisma sopraggiunto a seguito delle battaglie avvenute tra dèi e titani fossero in realtà una vaga memoria collettiva di eventi cosmici accaduti agli inizi dei tempi.
Nel corso della sua infanzia Hitler ebbe modo di ammirare la sfarzosità del rituale cattolico e dell'organizzazione gerarchica del clero. Più tardi insegnò questi stessi elementi organizzando il suo partito lungo linee gerarchiche predefinite e includendovi forme di tipo liturgico nei grandi eventi, o utilizzando una fraseologia ripresa dagli inni cristiani. A causa di tali elementi liturgici, la considerazione su uno "stato generale quasi messianico" di Hitler e sulla natura del totalitarismo nella Germania nazista il movimento nazista, così come anche gli altri movimenti rifacentisi al fascismo e il comunismo, vengono talvolta chiamati "esempi di religione politica" antiecclesiastica e antireligiosa.

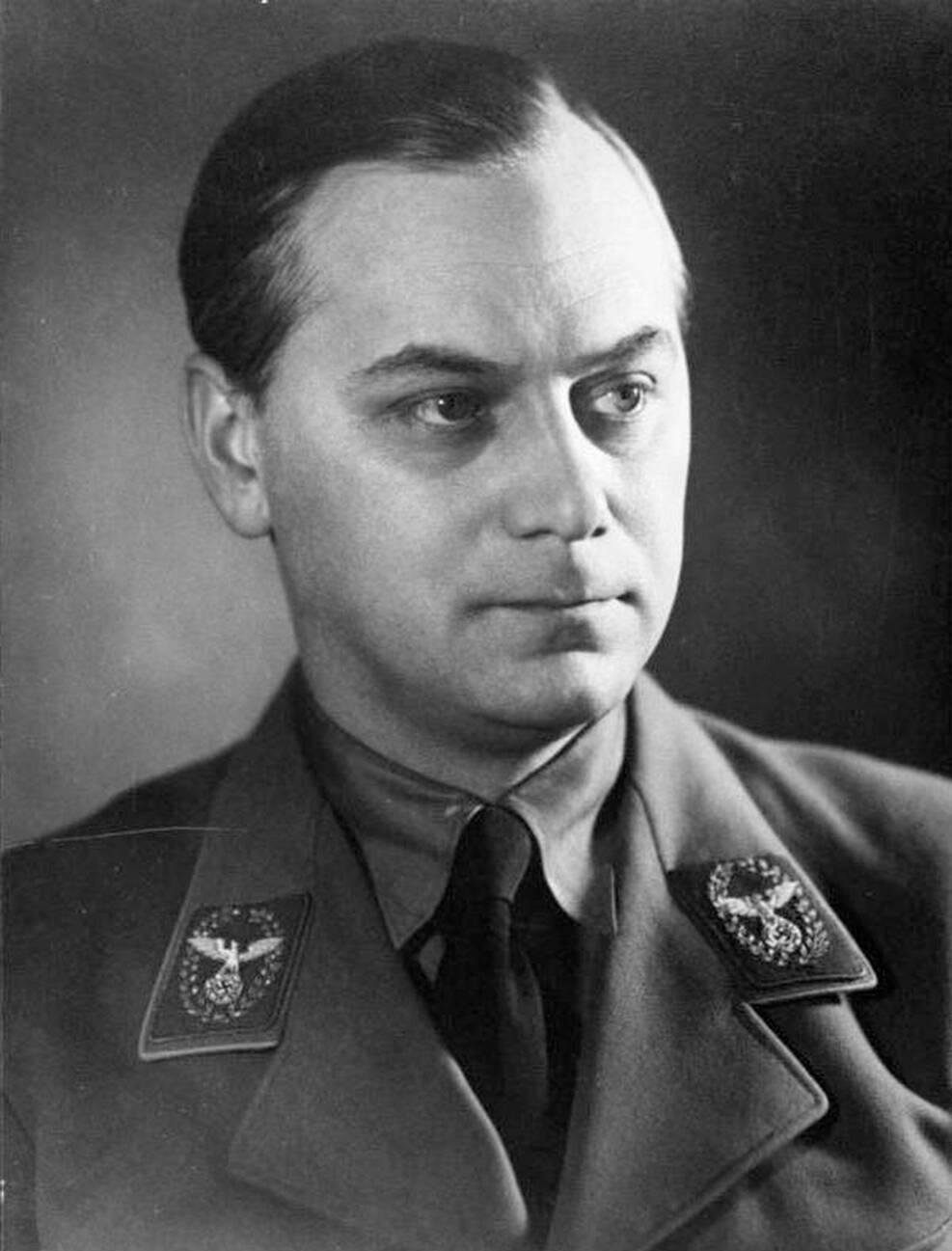
Alfred Rosenberg, ideologo e filosofo ufficiale della Germania nazista, fu autore del testo Il mito del XX secolo (1930) e sostenitore del cristianesimo positivo nonché di un ritorno all'antico paganesimo germanico.

Anche se Hitler espresse opinioni fortemente negative nei confronti delle nozioni mistiche di alcuni suoi sottoposti nazisti in privato, tuttavia nominò Heinrich Himmler e Alfred Rosenberg a posizioni di alto livello all'interno del movimento nazista. William Shirer ebbe a scrivere che "sotto la guida di Rosenberg, Bormann e Himmler, sostenuti da Hitler, il regime nazista voleva distruggere il cristianesimo in Germania e, se fosse stato possibile sostituirlo con l'antico paganesimo germanico dei primi dèi germani tribali e con il nuovo paganesimo degli estremisti nazisti".
L'accademico australiano Geoffrey Blainey scrive: "il nazismo stesso era una religione, una religione pagana, e Hitler era il suo sacerdote... Il suo altare maggiore era la stessa Germania e il popolo tedesco, il suolo e le foreste, il linguaggio e le tradizioni".
Nel 1924, durante la sua prigionia, Hitler scelse Rosenberg per guidare il movimento nazista in sua assenza. Nel suo lavoro filosofico del 1930 intitolato Il mito del XX secolo Rosenberg ha lasciato scritto: "Ora comprendiamo che i valori centrali supremi delle chiese romane e protestanti ostacolano i poteri organici dei popoli determinati dalla loro razza nordica, dovranno pertanto essere rimodellati". Hitler ebbe modo di chiamare il suo libro "rifiuti derivati, pastiche, cumulo di illogicità!"
Ma ciò nonostante nel gennaio del 1934 Hitler nominò Rosenberg come leader culturale e educativo del Reich, nella sua qualità di filosofo e ideologo nazista ufficiale. Rosenberg fu notoriamente un anticristiano; i più alti funzionari della Chiesa rimasero turbati dalla nomina di Rosenberg come filosofo nazista, in quanto in tal modo apparentemente approvava la filosofia antiecclesiale e neopagana di Rosenberg. Il Vaticano mise il suo libro nell'Indice dei libri proibiti nel gennaio 1934.
Nel corso della guerra Rosenberg delineò il futuro che aveva immaginato per le religioni in Germania; tra i suoi articolo possiamo venire a conoscenza delle sue idee: la Chiesa nazionale del Reich tedesco doveva rivendicare il controllo esclusivo su tutte le chiese; la pubblicazione della Bibbia avrebbe dovuto cessare; il crocifisso, la Bibbia e le figure dei santi dovevano essere rimossi dagli altari, al loro posto sugli altari doveva essere posto il Mein Kampf in quanto "il libro più sacro per la nazione tedesca e quindi anche per Dio"; infine il simbolo della croce cristiana doveva essere rimossa da tutte le chiese e sostituita con la svastica. Ma Rosenberg rimase verso la fine una figura emarginata nel regime hitleriano.
Hitler scelse Himmler per guidare le forze di sicurezza naziste Schutzstaffel (SS). Himmler intravide il compito principale delle SS come quello di "agire come l'avanguardia nel superamento del cristianesimo e nel ripristinare un modo di vivere germanico per prepararsi al prossimo conflitto tra esseri umani e subumani". Rese le sue SS come il "fuoco vivente" di un nuovo culto dei Teutoni.
Nel 1937 Himmler scrisse che era "la missione delle SS quella di dare al popolo tedesco nel prossimo mezzo secolo le basi ideologiche non cristiane sulle quali condurre e modellare la propria vita. Questo compito non consiste esclusivamente nel superamento di un avversario ideologico, ma deve essere accompagnato ad ogni passo da un impulso positivo: in questo caso significa ricostruire il patrimonio tedesco in senso più ampio e comprensivo possibile".

#### Hitler sull'ateismo
Nel corso della sua carriera politica e per diverse ragioni Hitler non mancò di fare vari commenti contro i movimenti ateistici, venendo ad associare l'ateismo con il bolscevismo, il comunismo ed il materialismo ebraico. Richard Overy descrive Hitler come uno scettico nei confronti di tutte le credenze religiose, sebbene non un ateo approfondito:
(- Estratto da The Dictators Hitler's Germany Stalin's Russia di Richard Overy.)
Lo storico Geoffrey Blainey ha scritto che Hitler corteggiava e beneficiava della paura presente e serpeggiante costantemente tra i tedeschi cristiani tedeschi nei confronti dell'ateismo comunista militante. "La diffusione aggressiva dell'ateismo nell'Unione Sovietica ha allarmato molti tra i tedeschi cristiani", ha scritto Blainey, e fece rapidamente diventare il nazionalsocialismo il principale avversario del comunismo in Germania: "[Hitler] stesso vedeva il cristianesimo come un alleato temporaneo, perché a suo parere "uno è un cristiano o è un tedesco". Essere entrambe le cose per lui risultava quasi inconcepibile".
All'inizio del 1933 Hitler difese pubblicamente in nazionalsocialismo contro le accuse che gli vennero mosse di essere anticristiano. Rispondendo alle accuse rivoltegli contro da Eugen Bolz, membro di rilievo del partito centrista cattolico e presidente del Württemberg, che affermava che il movimentonazionalsocialista minacciava la fede cristiana, Hitler disse:
(- Adolf Hitler, discorso pronunciato a Stoccarda il 15 febbraio 1933.)
Il discorso di Hitler si riferiva alle alleanze politiche del partito centrista allineato al cattolicesimo con i partiti della sinistra politica che egli associò al bolscevismo e quindi all'ateismo. Eugen Bolz fu costretto a rassegnare le dimissioni dal suo incarico subito dopo che i nazisti presero il potere e venne imprigionato per un certo periodo di tempo; più tardi fu fatto giustiziare dal regime nazista.
Durante i negoziati svoltisi tra la Germania nazista e il Vaticano che portarono al Reichskonkordat nel 1933 Hitler dichiarò che "le scuole secolari non potranno mai essere tollerate poiché tali scuole non hanno un'istruzione religiosa e un'educazione morale generale al suo interno e senza un fondamento religioso è viene tutto costruito in aria; di conseguenza, tutta la formazione del carattere e la religione devono essere derivazioni della fede".
Tuttavia quando Hitler consolidò il suo potere le scuole divennero un grande campo di battaglia nella campagna nazista contro le chiese. Nel 1937 i nazisti vietarono a qualsiasi membro della gioventù hitleriana di far parte di qualche movimento giovanile religioso; l'educazione non era permessa all'interno della "gioventù hitleriana" e, nel 1939, gli insegnanti appartenenti al clero furono rimossi e cacciati praticamente da tutte le scuole statali.
Hitler talvolta permise che venisse posta una forte pressione sui genitori tedeschi affinché ritirassero i propri figli dalle scuole religiose per fargli avere l loro posto un'istruzione ideologica, mentre nelle scuole naziste riservate all'Élite le preghiere cristiane furono sostituite da rituali teutonici e dall'adorazione pagana del Sole.. Entro il 1939 la totalità delle scuole confessionali cattoliche erano state sciolte o convertite in strutture pubbliche.

Nel corso di un messaggio radiofonico del 14 ottobre del 1933 Hitler dichiarò:
Nel corso un discorso pronunciato a Berlino il 24 ottobre del 1933 Hitler affermò: "Siamo stati convinti che il popolo ha bisogno e richiede questa fede. Abbiamo quindi intrapreso la lotta contro il movimento ateo e non solamente con alcune sterili dichiarazioni teoriche: lo abbiamo frantumato".

In un altro discorso pronunciato a Coblenza il 26 agosto del 1934 Hitler dichiarò:

#### Hitler sulle antiche religioni indiane
La scelta compiuta da Hitler di inserire la svastica come simbolo principale e ufficiale del nazismo fu legato alla credenza su una discendenza culturale ariana del popolo tedesco. Si considerarono i primi Indoari dell'India come gli invasori bianchi prototipici e il segno della svastica come il simbolo della razza superiore madre ariana.
La teoria fu ispirata dall'archeologo tedesco Gustaf Kossinna il quale sosteneva che gli antichi ariani fossero una razza nordica superiore che dalla Germania settentrionale si estendeva fino alle steppe dell'Eurasia e da lì nel subcontinente indiano, dove stabilirono la religione che verrà chiamata Vedismo.

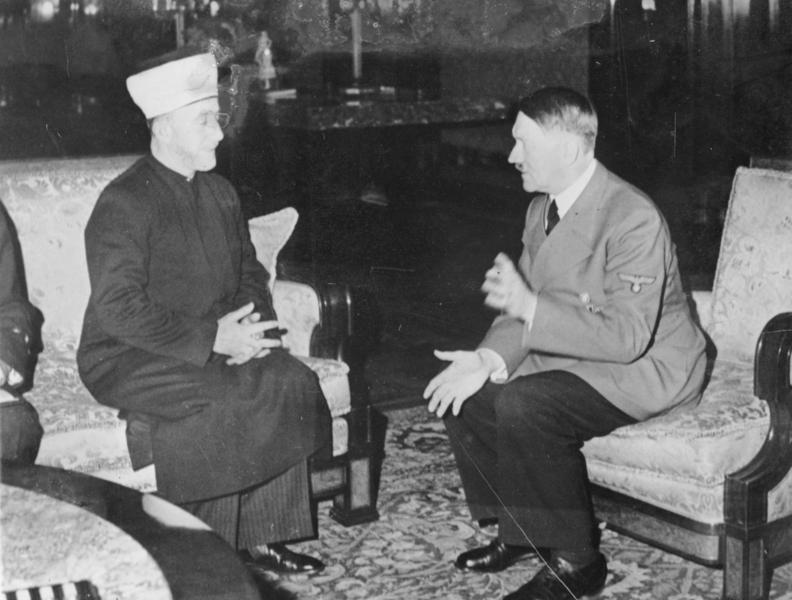
Hitler a colloquio con Amin al-Husseini, Gran Mufti di Gerusalemme nonché esponente nazionalista dell'antisionismo palestinese radicale.

#### Hitler sull'Islam
Tra le religioni orientali Hitler descrive i leader religiosi come Confucio, Buddha e Maometto quali fornitori di "sostentamento spirituale". In questo contesto va intesa la connessione di Hitler con Amin al-Husseini, che servì in qualità di Gran Mufti di Gerusalemme fino al 1937, al quale a partire dal suo esilio prima romano e poi berlinese negli anni 1941-1945 venne conferito il rango onorario di Maggiore Generale delle SS con la dichiarazione che egli aveva una "genealogia razziale rispettabile". Questo fatto è stato interpretato da alcuni come un segno di rispetto piuttosto che come un rapporto nato per ragionevolezza politica.
A partire dal 1933 al-Husseini, che aveva lanciato una campagna per far liberare varie parti della regione araba mediorientale del controllo dell'impero britannico e per far espellere gli ebrei sia dall'Egitto sia dalla Palestina, rimase assai impressionato favorevolmente dalle politiche di boicottaggio antiebraico che i nazisti stavano imponendo in Germania e sperò di utilizzare le opinioni antisemite che molti in Medio Oriente condividevano con il regime di Hitler per forgiare un'alleanza strategica militare che gli avrebbe potuto permettere di eliminare tutti gli ebrei dal territorio palestinese.
Nonostante i numerosi tentativi compiuti da al-Husseini di raggiungere un accordo con la Germania nazista Hitler rifiutò sempre di formare un'alleanza con lui, temendo che questo avrebbe indebolito ulteriormente le relazioni già molto vacillanti con la Gran Bretagna; le prime relazioni tra i due i sarebbero basate esclusivamente sulla comune ideologia incentrata sull'antisemitismo.
A seguito del fallimento clamoroso della grande rivolta araba (1936-1939) in Palestina al-Husseini e i suoi alleati ne approfittarono per tentare di rafforzare i rapporti con la Germania ed imposero la diffusione dei costumi nazisti e della propaganda in tutte le loro roccaforti presenti in Palestina come segno di grande rispetto. In terra egiziana i Fratelli musulmani seguiranno presto l'esempio di al-Husseini. L'influenza hitleriana si diffuse velocemente in tutta la regione, ma fino al 1937 il governo nazista non accettò di accordarsi con al-Husseini e la "Fratellanza musulmana" nella loro richiesta di assistenza finanziaria e militare.
Il ministro degli armamenti e della produzione bellica dell'era nazista Albert Speer riconobbe che in privato Hitler considerava gli arabi come una delle tante razze inferiori e che i rapporti che intratteneva con varie figure musulmane era più che altro politici e non avevano certo una valenza personale. Durante un incontro con una delegazione di illustri personaggi arabi Hitler apprese di come l'islam abbia motivato il califfato della dinastia degli Omayyadi durante la campagna di conquista islamica del territorio franco-gallico (719-759) e si convinse che "il mondo sarebbe oggi maomettano" se il regime arabo avesse portato a termine con successo l'invasione nella Battaglia di Poitiers (732).
Hitler suggerì a Speer che "in ultima analisi non gli arabi, ma i tedeschi islamizzati avrebbero potuto stare alla testa di questo impero maomettano". Hitler ebbe anche a dire che i tedeschi sarebbero in quel caso divenuti gli eredi di "una religione che credeva nella diffusione della fede con la spada e nella sottomissione di tutte le nazioni a quella fede. Un tale credo sarebbe stato perfettamente adatto al temperamento tedesco".
Secondo Speer Hitler dichiarò in privato: "Anche la religione musulmana sarebbe stata molto più compatibile con noi del cristianesimo, perché doveva essere il cristianesimo con la sua mansuetudine e la sua flaccidità a prevalere?" Allo stesso modo sono state trascritte queste affermazioni di Hitler:
Speer ha affermato che quando discuteva con Hitler degli eventi che avrebbero potuto verificarsi se l'islam avesse a suo tempo conquistato l'Europa: "Hitler ha affermato che gli arabi conquistanti, a causa della loro inferiorità razziale, non avrebbero potuto affrontare nel lungo periodo il clima più duro e le condizioni ambientali del paese". Hitler fu citato anche nei primi anni di guerra per aver detto: "continueremo a creare turbolenze nell'Estremo Oriente e nella penisola arabica. Ragioniamo come uomini e vediamo in questi popoli la metà migliore del mondo inferiore; essi sono ansiosi di sperimentare la sferza".

#### Hitler sull'Ebraismo

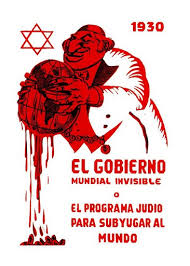
Un'edizione spagnola datata 1930 dei Protocolli dei Savi di Sion.

L'ideologia nazionalsocialista sviluppò una gerarchia razziale che collocava i gruppi minoritari, in particolar modo gli ebrei, al livello di "Subumani". La concezione si basava sulla concezione nazista della razza e non sulla religione, per cui anche gli slavi e i polacchi, che erano in gran parte cristiani, furono raggruppati ai popoli cosiddetti inferiori rispetto alla razza ariana. Hitler sostenne una politica spietata di "selezione eugenetica negativa" credendo che la storia del mondo consistesse in una lotta per la sopravvivenza tra le razze, ed in cui gli ebrei avrebbero avuto l'intenzione di indebolire i tedeschi assieme ai gruppi inferiori composti dagli slavi e dagli individui geneticamente difettosi per inserirsi nella "piscina genetica tedesca" minacciando in tal modo la corsa della razza superiore ariana verso il dominio del mondo.
Nonostante tutto questo Hitler ebbe anche obiezioni ideologiche nei confronti dell'ebraismo come fede religiosa ed alcune delle sue antipatie rivolte verso il cristianesimo scaturirono proprio dalle sue origini ebraiche, vedendo il cristianesimo come "indelebilmente ebraico sia nell'origine sia nel carattere", oltre che un "prototipo del bolscevismo" che "violava la legge della selezione naturale".
Scrivendo per un pubblico nel Mein Kampf Hitler descrisse gli ebrei come dei nemici acerrimi dell'intera civiltà e come esseri materialistici e non spirituali: "La sua vita [dell'ebreo] è solo di questo mondo e il suo spirito è estraneo al vero cristianesimo come la sua natura duemila anni prima lo era stata al grande fondatore della nuova dottrina".
Nel suo libro egli descrisse anche di aver ricevuto un "mandato divino" per giustificare il proprio antisemitismo: "Per cui oggi credo di agire secondo la volontà del Creatore Onnipotente. Difendendomi contro l'ebreo, sto combattendo per l'opera del Signore".
Durante i negoziati per la stipulazione del Reichskonkordat tra la Chiesa cattolica e la Germania nazista nel 1933 Hitler dichiarò al vescovo Hermann Berning:

#### Le influenze religiose secolari
L'interesse degli studiosi continua nella misura in cui le nozioni culturali e religiose ereditate dall'antico giudaismo nell'Europa cristiana hanno contribuito allo sviluppo dell'antisemitismo razziale personale di Hitler e su quale influenza abbia avuto su una "versione primitiva pseudo-scientifica del darwinismo sociale"
mescolato alle nozioni imperialistiche del XIX secolo condusse a supportarne la sua psicologia. Mentre le opinioni di Hitler su questi temi sono state spesso chiamate "una forma di darwinismo sociale" la comprensione d Hitler, è stato argomentato, risultò essere incompleta e imprecisa.
La sua terminologia poté significare l'esempio di come si trasformasse dalle sue origini scientifiche risalenti al XIX secolo per farla diventare infine una delle componenti centrali di un'ideologia politica genocida nel corso del XX secolo.

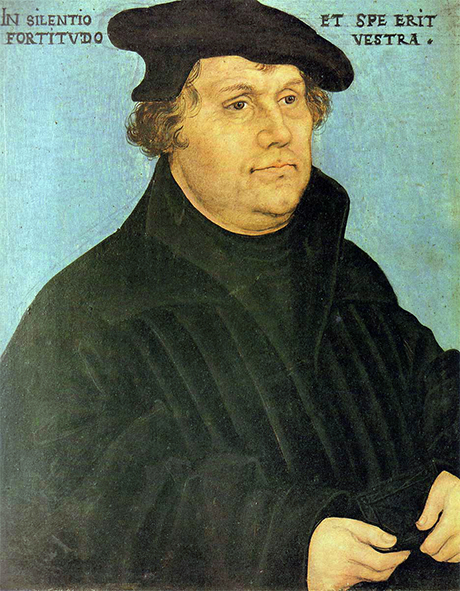
Martin Lutero, iniziatore della riforma protestante, scrisse un libello antisemita intitolato Degli ebrei e delle loro menzogne (1543)

Secondo la storica statunitense Lucy Dawidowicz l'antisemitismo ha una lunga storia all'interno del cristianesimo e la linea di "deriva antisemita" che parte da Martin Lutero per giungere fino ad Hitler è "assai facile da disegnare". All'interno di questa deriva la guerra dichiarata contro gli ebrei dal 1933 al 1945, scrive, sia Lutero sia Hitler furono ossessionati da un universo "reso parte di una demonologia" abitato dagli ebrei. Dawidowicz afferma che le somiglianze tra gli scritti antisemiti di Lutero (Degli ebrei e delle loro menzogne, edito nel 1543 e ristampato abbondantemente durante il nazismo) e l'antisemitismo moderno non sono coincidenti, perché derivano da una storia comune di Judenhass (discriminazione antigiudaica) che può essere ricondotta al consiglio di Aman dato ad Assuero, anche se il moderno antisemitismo tedesco ritrova le sue radici nel nazionalismo tedesco e nel suo pangermanesimo.
Lo storico cattolico José M. Sánchez sostiene che l'antisemitismo di Hitler era esplicitamente radicato nel cristianesimo; altri scrittori, tra cui Susannah Heschel e John Toland hanno disegnano i legami esistenti tra lo sfondo cattolico di Hitler e il suo antisemitismo.
Laurence Rees al contrario osserva che nel Mein Kampf vi si trova poca enfasi nei confronti del cristianesimo, presentando invero una visione dell'universo in modo evidente in contrasto con le nozioni cristiane tradizionali stabilitesi sul suolo tedesco. La visione di Hitler viene ordinata invece nei principi di lotta tra deboli e forti.

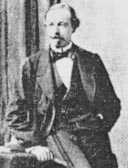
Il diplomatico e filosofo francese Joseph Arthur de Gobineau (1816-1882) fu autore del Saggio sulla disuguaglianza delle razze umane in cui sostiene la preminenza razziale dell'uomo bianco nei confronti di tutte le altre ettnie.

Rees sostiene che "la visione dolorosa e violenta" di Hitler e l'odio viscerale provato nei confronti degli ebrei furono influenzati preminentemente da fonti che si trovavano al di fuori della tradizione cristiana; la nozione di vita come lotta che Hitler trasse dal darwinismo sociale (ma che già Thomas Hobbes aveva bem delineato nel Leviatano nel 1651), la nozione di superiorità della "razza ariana" che trasse dal Saggio sulla disuguaglianza delle razze umane (1853-55) di Joseph Arthur de Gobineau, da aventi successivi alla resa dell'impero russo durante la prima guerra mondiale quando l'impero tedesco sequestrò terre agricole nell'oriente slavo facendosi l'idea di una possibile idea di colonizzazione dell'intera Unione delle Repubbliche Socialiste Sovietiche, infine da Alfred Rosenberg da cui prese l'idea di un legame e interconnessione stretta tra giudaismo e bolscevismo.
Richard J. Evans osserva che Hitler "ha usato la propria versione del linguaggio del darwinismo sociale come elemento centrale nella pratica discorsiva dello sterminio..." e il linguaggio del darwinismo sociale, nella sua variante nazista, ha contribuito a rimuover tutte le restrizioni apposte dai suoi fautori nelle "politiche terroriste e sterminanti del regime", convincendo i suoi accoliti che ciò che stavano facendo era giustificato dalla Storia, dalla Scienza e dalla Natura.
Fest ritiene che Hitler abbia semplificato ai minimi termini le elaborate teorie di lotta per la sopravvivenza del più adatto tra le diverse "razze" di Gobineau, da cui la "razza ariana" essendo guidata da una Provvidenza divina doveva trasformarsi nel "torchio delle futura civiltà".

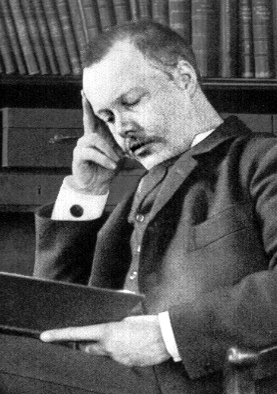
Houston Stewart Chamberlain, scrittore e pensatore britannico naturalizzato tedesco descrisse ne I fondamenti del diciannovesimo secolo (1899) la sua teoria mistica della razza superiore e della razza ariana di derivazione teutonica.

Secondo Steigman Gall nella convinzione di Hitler Dio aveva creato un mondo in cui diverse razze si sono sempre combattute a vicenda per la sopravvivenza così come descritto da Gobineau; alla "razza ariana", presumibilmente portatrice della Civiltà, veniva assegnata una posizione speciale:
Nella sua retorica Hitler alimentò la vecchia accusa del Deicidio ebraico. È stato ipotizzato che l'antigiudaismo cristiano influenzasse le idee di Hitler, in particolare quello rappresentato dal saggio di Lutero su gli ebrei e le loro menzogne e gli scritti di Paul de Lagarde (teorico degli studi biblici sull'uomo universale. Altri non si trovano però d'accordo con questa opinione; Shier sostiene che il libello di Lutero risultò ininfluente. Questa visione è stata esposta invece da Lucy Dawidowicz, mentre Uwe Siemon-Netto contesta questa conclusione.
Il biografo di Hitler John Toland offre l'opinione che Hitler "ha fatto nascere da sé il suo insegnamento riguardante il fatto che l'ebreo era l'assassino di Dio. Lo sterminio, dunque, potrebbe essere stato commesso senza una traccia della coscienza poiché nella sua convinzione egli stava semplicemente agendo come la mano vendicatrice di Dio".
Toland ha scritto che nel 1941 Hitler era ancora "un membro in buona posizione della Chiesa di Roma nonostante il suo detestarne la gerarchia" e che egli "ha tratto e portato in sé il suo insegnamento che l'ebreo fosse l'assassino di Dio. Lo sterminio potrebbe dunque essere stato compiuto senza una traccia di coscienza poiché stava semplicemente agendo come la mano vendicatrice di Dio, fino al punto che è stato fatto in modo del tutto impersonale, senza intenzione di crudeltà".

## Le politiche di Hitler nei confronti della religione

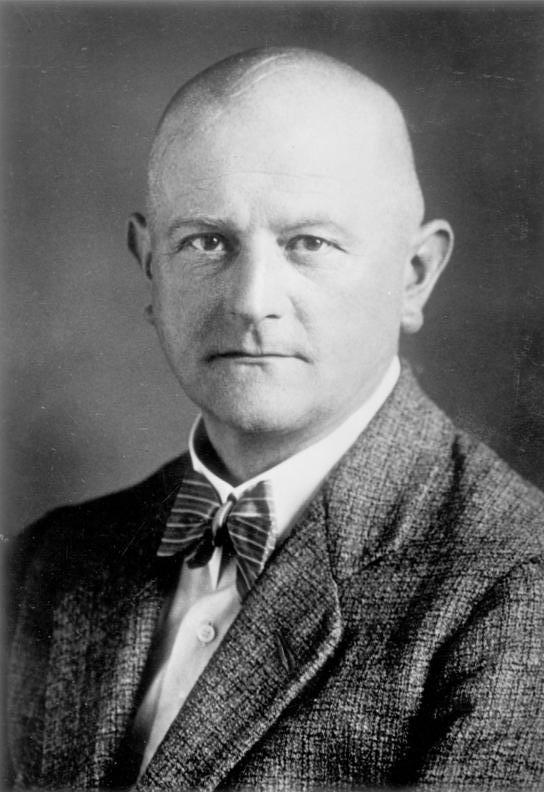
Hitler scelse Ludwig Müller (nella foto) per essere Vescovo del Reich della Chiesa Evangelica Tedesca, che cercò di subordinare il Protestantesimo tedesco al Governo nazista.

### Ruolo della religione nello Stato nazista
L'ideologia nazista non poteva accettare un'istituzione autonoma la cui legittimità non provenisse direttamente dal governo; desiderò invece la completa subordinazione della Chiesa allo Stato. Tuttavia la Germania nazista non era formalmente atea e, a parte degli ebrei e i testimoni di Geova, fu mantenuto il permesso all'osservanza religiosa.
Il filosofo britannico Julian Baggini scrisse che la Germania di Hitler non era "uno Stato atipicamente diretto", ma quello che rese offerte di Sacrificio le nozioni di sangue e di nazione.
Hitler temette sempre i possibili risultati di attacchi aperti alle chiese tedesche radicate nel territorio, poiché circa i 2/3 dei tedeschi erano protestanti - per lo più aderenti al luteranesimo - e la maggior parte dei rimanenti erano cattolici. Gli elementi conservatori tedeschi, come i corpi ufficiali dell'esercito, si opponevano agli sforzi nazisti compiuti contro le chiese e Hitler pertanto dovette dimostrare cautela.
Il regime hitlerino rispose alla sfida ideologica della concezione morale cristiana usando la repressione politica e la persecuzione e sfidando gli insegnamenti cristiani attraverso l'educazione e la propaganda nella Germania nazista.
Hitler sottolineò più volte che il nazismo era un'ideologia secolare fondata sulla scienza moderna. In uno dei suoi Diari (in data 28 dicembre 1939) Joseph Goebbels scrisse che "il Führer rifiuta, appassionatamente, ogni pensiero di fondare una religione. Egli non ha alcuna intenzione di diventare un prete. Il suo solo ed esclusivo ruolo è quello del politico". Nelle relazioni politiche di Hitler che riguardavano la religione egli adottò prontamente una strategia "che si adattò immediatamente ai propri scopi politici."
Secondo il Maresciallo Dill, una delle più grandi sfide che lo Stato nazista affrontò nel tentativo di "sradicare il Cristianesimo in Germania o almeno di sottometterlo alla loro concezione del Mondo in generale" era che i nazisti non potevano connettere legittimamente le comunità religiose tedesche con la corruzione del vecchio regime della Repubblica di Weimar, la quale non ebbe mai una stretta connessione con le chiese..
A causa della lunga storia del Cristianesimo in Germania, Hitler non poté attaccare apertamente il Cristianesimo come fece invece con l'Ebraismo, il Comunismo o gli altri oppositori politici. La lista degli affronti e degli attacchi nazisti alla Chiesa cattolica è lunga. Gli attacchi tesero a non essere palesi, ma rimasero sempre molto pericolosi; fu fatto credere che i credenti non erano dei buoni tedeschi ed i loro leader furono dipinti come traditori e esseri spregevoli. Lo Stato rimosse i crocifissi dalle pareti delle aule cattoliche e lo sostituì con la foto del Führer.

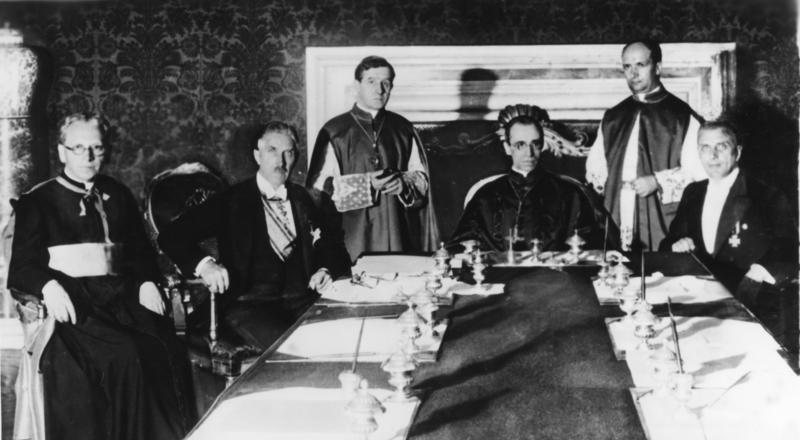
La firma del Reichskonkordat avvenuta il 20 luglio 1933 a Roma (da sinistra a destra: il prelato tedesco Ludwig Kaas, il vicecancelliere tedesco Franz von Papen, il segretario degli affari ecclesiastici straordinari Giuseppe Pizzardo, il Segretario di Stato cardinale Eugenio Pacelli (il futuro Pio XII), Alfredo Ottaviani e il membro del "Reichsministerium des Inneren" Rudolf Buttmann).

#### La lotta contro la Chiesa (Kirchenkampf)
Hitler possedeva istinti radicali in relazione al conflitto nazista con le chiese e, anche se occasionalmente parlò di voler ritardarne una guerra aperta ed era disposto a frenare il suo anticlericalismo dalle considerazioni politiche Kershaw ritiene che le sue "osservazioni infiammatorie abbiano dato la sua immediata efficacia tra i suoi subalterni, sottolineando tutta la licenza necessaria per far emergere il fervore e l'impeto nella "Battaglia contro la Chiesa".
Hitler "voleva neutralizzare qualsiasi minaccia politica da parte della religione organizzata", ha scritto Overy. "Il primo passo era quello di raggiungere un accordo con la Chiesa cattolica romana, la cui teologia non era suscettibile alle nuove tendenze nazionaliste...". Hitler spedì il conservatore cattolico Franz von Papen per negoziare un concordato con il Vaticano. Il risultato fu quello di ottenere un accordo che il clero si sarebbe astenuto da qualsiasi attività politica, in cambio di garanzie sui diritti della Chiesa.
Hitler ne fu lieto e ricevette le congratulazioni dei leader cattolici tedeschi. Tuttavia, le violazioni del trattato ebbero inizio quasi subito dopo essere stato firmato; Hitler fece promulgare la legge tedesca sulla sterilizzazione forzata (14 luglio 1933) e cominciò subito a far sciogliere la Lega della Gioventù Cattolica. I chierici, le monache e i leader laici cominciarono ad essere presi di mira, portando a migliaia di arresti negli anni successivi, spesso a causa di accuse false di contrabbando di monete o di "immoralità". Le pubblicazioni cattoliche cessarono. La Gestapo cominciò a violare la santità del confessionale.

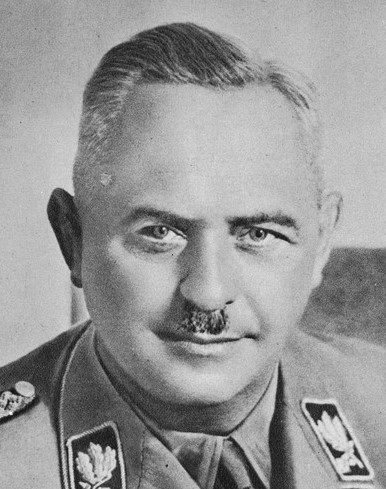
Hitler nominò Hanns Kerrl come ministro per gli affari della Chiesa nel 1935. Kerrl rifiutava la figura del Cristo come base fondante del cristianesimo, così come molte altre parti della sua dottrina.

All'inizio del 1937 la gerarchia ecclesiastica in Germania, che tentò inizialmente di cooperare con Hitler, diventò molto più disillusa e Papa Pio XI emise l'enciclica intitolata Mit brennender Sorge (Con viva preoccupazione) la quale accusava la Germania di violazioni del concordato e i seminare zizzania con l'intento di "aprire l'ostilità fondamentale a Cristo e alla sua Chiesa", denunciando inoltre il mito pagano di Blut und Boden (Sangue e suolo).
L'invasione da parte di Hitler della Polonia in prevalenza cattolica nel 1939 (vedi campagna di Polonia e occupazione della Polonia) innescò la seconda guerra mondiale. Kerhsaw ha scritto che, secondo lo schema di Hitler per la germanizzazione dei territori orientali (in special modo del governatorato generale) egli si "rese chiaramente esplicito, non ci sarebbe stato posto in questa nuova grande utopia per le Chiese cristiane".
Nei riguardi del protestantesimo Hitler propose di riunire le 28 chiese evangeliche presenti allora in Germania in un'unica grande Chiesa del Reich. Steigmann-Gall ha scritto che Hitler dimostrò una preferenza per il protestantesimo sul cattolicesimo, poiché il protestantesimo era maggiormente suscettibile di reinterpretazione e letture non tradizionali, più ricettivo nei confronti del "cristianesimo positivo" e poiché alcune delle sue ramificazioni più liberali coltivavano idee del tutto simili alle sue.
L'interesse di Hitler fu sempre opportunistico: "dal punto di vista di Hitler, una chiesa nazionale era di interesse solo dal punto di vista del controllo e della manipolazione", ha scritto Kershaw. Fece installare l'amico teologo Ludwig Müller come capo del nuovo movimento (che si chiamò Chiesa evangelica tedesca) e cercò d'istituire una Chiesa unificata del Reich pronazista e antisemita.

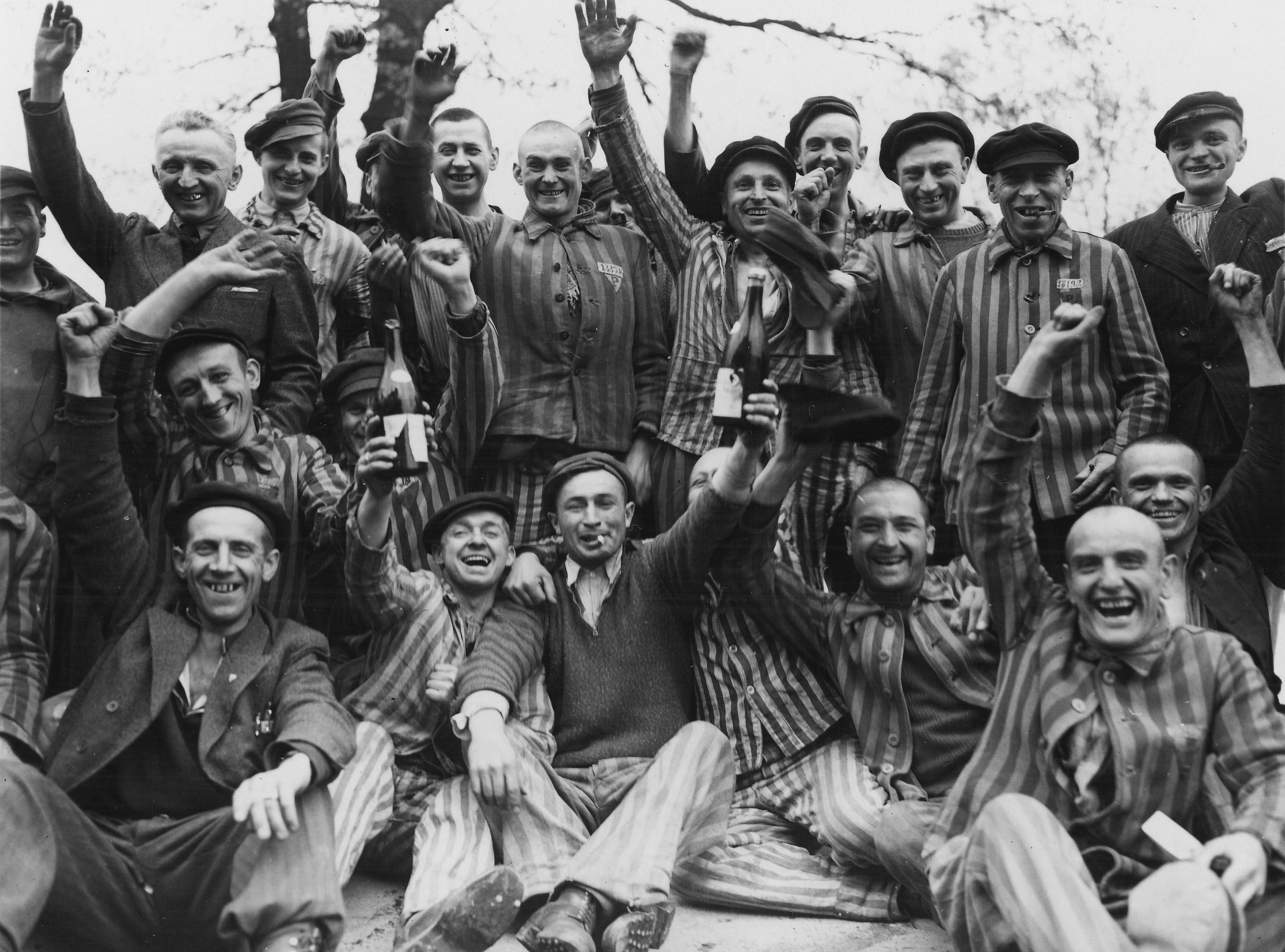
Prigionieri polacchi dopo la liberazione del campo di concentramento di Dachau. A Dachau si trovavano baracche apposite per i sacerdoti che erano stati considerati nemici del regime Hitler.

La resistenza nacque e si sviluppò rapidamente sotto forma di Pfarrernotbund (Lega di emergenza dei pastori) guidata dal pastore protestante Martin Neimoller e che ebbe il 40% del clero a suo favore nel 1934, fondando in seguito la Chiesa confessante dal cui interno alcuni dei suoi esponenti si opposero attivamente al regime nazista.
Quando i cristiani tedeschi chiesero il rifiuto della Bibbia in quanto "superstizione ebraica" e della chiamata cristiana all'"amore verso il prossimo" il movimento perse ulteriormente sostegno. La mossa di Hitler di scegliere Müller quale vescovo eletto fallì miseramente, nonostante le intimidazioni. In seguito abbandonò i suoi tentativi per unire le chiese protestanti e nominando Kerrl come ministro per gli affari della Chiesa nel dicembre 1934 si distanziò permanentemente dai cosiddetti "cristiani tedeschi".
Secondo Steigmann-Gall egli si rammaricò per il fatto che "le chiese non erano riuscite a sostenerlo e che il suo movimento non avesse prosperato come aveva sperato e progettato". Hitler si trovò a dichiarare ad Albert Speer: "per me la Chiesa protestante potrebbe diventare la chiesa consolidata, come accade per la Chiesa anglicana". Con una posizione relativamente moderata Kerrl inizialmente riuscì a ottenere un qualche successo, ma in mezzo alle continue proteste della "Chiesa confessante" contro le politiche naziste, accusò i dissidenti di non aver apprezzato la dottrina nazista di "Razz, sangue e suolo". Kerrl dichiarò che il "cristianesimo positivo" nazista rifiutava il Simbolo degli apostoli e la divinità di Cristo quali basi fondanti del cristianesimo definendo Hitler come "l'araldo di una nuova Rivelazione".
Hitler mandò Neimoller nei campi di concentramento nel 1938, ove rimase sino al termine della guerra. Hitler ignorò in gran parte Kerrl il quale morì mantenendo la sua carica nel 1941 e non lo fece sostituire.
A partire dalla metà degli anni trenta il movimento nazista venne sempre più guidato da violenti anticristiani, che Hitler nominò e gli fece occupare le principali posizioni chiave. Come fecero anche per la "questione ebraica" i radicali spinsero verso una lotta aperta contro la Chiesa, in particolare nelle aree più densamente cattoliche, affinché nell'inverno 1935-36 crebbe l'insoddisfazione verso i nazisti in quelle aree.
Kershaw ha scritto che all'inizio del 1937 Hitler abbia ripetutamente confidato al suo ristretto cerchio interno che "sebbene non abbia voluto una lotta contro la Chiesa", in questa fase non poteva che attendersi "la grande lotta mondiale entro pochi anni". Tuttavia, scrive sempre Kershaw l'impazienza di Hitler nei confronti delle chiese "ha provocato frequenti esplosioni di ostilità. All'inizio del 1937 dichiarava che il cristianesimo era maturo per la distruzione e che le Chiese dovevano cedere al primato di uno Stato oramai compromesso con l'istituzione più orribile immaginabile". I sacerdoti furono spesso denunciati, arrestati e inviati in campo di concentramento.
Nel campo di concentramento di Dachau il regime istituì una baracca dedicata esclusivamente agli appartenenti della Chiesa dissidenti. I suoi dirigenti di maggior spicco, come il teologo protestante Dietrich Bonhoeffer, furono arrestati in quanto accusati di complicità per l'attentato a Hitler del 20 luglio 1944, un vero e proprio complotto per farlo assassinare; Bonhoeffer verrà successivamente giustiziato.
| Anno | Cattolici | Protestanti | Totale  |
| ---- | --------- | ----------- | ------- |
| 1932 | 52,000    | 225,000     | 277,000 |
| 1933 | 34,000    | 57,000      | 91,000  |
| 1934 | 27,000    | 29,000      | 56,000  |
| 1935 | 34,000    | 53,000      | 87,000  |
| 1936 | 46,000    | 98,000      | 144,000 |
| 1937 | 104,000   | 338,000     | 442,000 |
| 1938 | 97,000    | 343,000     | 430,000 |
| 1939 | 95,000    | 395,000     | 480,000 |
| 1940 | 52,000    | 160,000     | 212,000 |
| 1941 | 52,000    | 195,000     | 247,000 |
| 1942 | 37,000    | 105,000     | 142,000 |
| 1943 | 12,000    | 35,000      | 49,000  |
| 1944 | 6,000     | 17,000      | 23,000  |

#### Piani a lungo termine nei confronti delle chiese
Overy ha scritto che il cristianesimo era in ultima analisi incompatibile con il nazionalsocialismo alla stessa identica maniera in cui lo era con il comunismo sovietico e che Hitler si attendeva che il termine della "malattia cristiana" venisse in essere da sola una volta che le sue false idee fossero state definitivamente scoperchiate. A lungo termine "il nazionalsocialismo e la religione non saranno più in grado di esistere insieme in un prossimo futuro".
Altri storici hanno scritto di un intento più attivo da parte di Hitler e della leadership nazista; Kershaw notò che lo schema hitleriano per la gremanizzazione dell'Europa orientale non avrebbe potuto includervi anche le chiese cristiane e che Joseph Goebbels scrisse nei propri Diari che, dalle sue conversazioni avute con Hitler, dedusse che vi era un'insolubile opposizione tra la visione cristiana del mondo e la Weltanschauung eroico-germanica che si sarebbe dovuta stabilire dopo la guerra.
Speer ha annotato nelle sue Memorie del Terzo Reich che le chiese non dovevano ricevere siti di costruzione nella Welthauptstadt Germania hitleriana. Bullock ebbe a scrivere che "una volta che la guerra fosse finita, Hitler si promise, che avrebbe sradicato e distrutto completamente l'influenza delle Chiese cristiane". Il piano nazista era quello di de-cristianizzare la Germania dopo la vittoria finale, scrive lo storico della resistenza tedesca Anton Gill.
"Nell'ultima parte del decennio degli anni Trenta i funzionari della Chiesa erano ben consapevoli del fatto che l'obiettivo finale di Hitler e di altri nazisti era la totale eliminazione del cattolicesimo e della religione cristiana. Poiché la maggioranza dei tedeschi era cattolica o protestante, questo obiettivo doveva essere un obiettivo a lungo termine piuttosto che un obiettivo nazista a breve termine", ha scritto lo storico statunitense Michael Phayer.
A seguito dei loro rapporti di prova al processo di Norimberga relative alla persecuzione sistematica nazista delle chiese l'Office of Strategic Services (un predecessore della moderna CIA) redasse un rapporto intitolato "The Nazi Master Plan" il quale esaminò la persecuzione nazista nei confronti delle chiese concludendo con la convinzione che il regime hitleriano avesse un piano per sovvertire e distruggere il cristianesimo tedesco. L'investigatore principale scrisse:
(- OSS; "The Nazi Master Plan"; allegato 4: La persecuzione delle Chiese cristiane, 6 luglio 1945.)
Secondo Kershaw già dal 1937 Goebbels ebbe a notare che Hitler stava diventando sempre più radicale sulla "questione della Chiesa" e indicava che, anche se le attuali circostanze politiche richiedevano di attendere, il suo piano a lungo termine era quello di scogliere definitivamente il concordato stipulato dal Reich con Roma, distaccarvi lo Stato e trasformare tutta la forza del partito con l'intento di "annichilire i chierici" e porre così fine alla pace di Vestfalia in una "grande dimostrazione mondiale di forza".
Nel 1941, quando il vescovo cattolico Clemens August von Galen protestò contro il piano di eutanasia nazista (conosciuto come Aktion T4) oltre che per i sequestri sempre più frequenti delle proprietà della Chiesa, anche se le simpatie di Hitler andavano verso i radicali che avrebbero voluto vedere Galen morto e tutte le proprietà ecclesiastiche incamerate, calcolò che ciò avrebbe solo finito col trasformare ancora di più le aree cattoliche in focolai antinazisti.
"Solo la necessità di mantenere una situazione di pace in relazione alle chiese, per evitare il deterioramento del morale sul fronte interno, ha determinato la sua posizione", ha scritto Kershaw, "gli eventi occorsi nel Reichsgau Wartheland (dove nel 1941 il 94% delle chiese e delle cappelle della diocesi di Poznań erano chiuse, l'11% dei chierici vennero fatti assassinare e la maggior parte dei rimanenti rinchiusi in prigione e nei campi di concentramento), hanno dimostrato il volto che avrebbe potuto prendere il futuro dopo un'eventuale vittoria nazista".

#### Ateismo
Come risulta da quanto segue, il movimento nazionalsocialista fu un movimento con un forte spirito religioso-spirituale, contrario all'ateismo. Sebbene non sempre osteggiò l'ateismo ma anzi lo permise, il movimento generalmente incentivò l'osservanza religiosa. Il 13 ottobre del 1933 il vice-Führer Rudolf Hess emise un decreto che affermava: "Nessun nazionalsocialista può subire alcun danno per il fatto di non professare una particolare fede o confessione religiosa o per il fatto che non pratica alcuna professione di fede religiosa".
Tuttavia "l'aggressiva diffusione dell'ateismo nell'Unione delle Repubbliche Socialiste Sovietiche mise in acuto stato di allarme molti tedeschi cristiani" ha scritto Geoffrey Blainey e Hitler vide il cristianesimo come un "temporaneo alleato" contro il bolscevismo dilagante a oriente e corteggiò e beneficiò della paura insorta tra i tedeschi cristiani nei confronti dell'ateismo militante comunista. In quello stesso 1933 il regime bandì la maggior parte dei gruppi atei e fautori del libero pensiero presenti in Germania, che erano altra cosa rispetto a quelli che sostenevano i nazisti.
Quando venne criticato per i suoi presunti sentimenti anticristiani nel febbraio 1933 Hitler affermò che i nazisti non erano il partito di centro cattolico che avevano assunto una politica ateistica per colpa della sua alleanza con la sinistra politica. Durante la negoziazione del concordato con la Chiesa cattolica Hitler affermò di sostenere l'istruzione religiosa impartita nelle scuole. Una volta entrato in carica come cancelliere del Reich, tuttavia, perseguì una politica di soppressione delle scuole confessionali e delle organizzazioni giovanili della Chiesa. Gli insegnanti appartenenti al clero vennero rimossi praticamente da tutte le scuole statali.
Entro il 1939 la totalità delle scuole religiose erano state sciolte o convertite in strutture pubbliche. In quell'anno, osserva Richard Evans, circa il 95% dei tedeschi continuava ancora a definirsi protestante o cattolico, mentre solo il 3,5% si definiva "deista" (gottgläubig) e l'1,5% ateo. La maggioranza di queste ultime categorie era "stata convinta dai nazisti che avevano lasciato la loro Chiesa secondo l'ordine del Partito, che aveva provato fin dalla metà degli anni Trenta a ridurre l'influenza del cristianesimo nella società".
John S. Conway rileva che la maggioranza dei tre milioni di membri del Partito Nazionalsocialista Tedesco dei Lavoratori continuava a pagare le proprie tasse e a registrarsi come cristiani protestanti, cattolici o come appartenenti alla Chiesa evangelica "nonostante tutti gli sforzi compiuti in senso contrario dall'ideologo Alfred Rosenberg". Radicali aggressivi anticlericali come Joseph Goebbels e Martin Bormann videro la campagna kirchenkampf contro le chiese come una delle preoccupazioni prioritarie e sentimenti anticlericali e contrari al Papato furono forti tra gli attivisti di base del partito.
Dal 1938 in poi, osserva Richard Overy, "Martin Bormann, capo della Cancelleria del partito e uno degli esponenti atei del partito, ha assunto sempre più un ruolo di primo piano nel tentativo di interrompere tutto il sostegno finanziario statale per le chiese e per limitare il loro status giuridico e le attività ricreative, ma la necessità di mobilitare il sostegno della Chiesa per gli sforzi di guerra a partire dal settembre 1939, come si fece anche in Unione Sovietica dopo il 1941, condusse a una limitata tregua politica tra la Chiesa e lo Stato".
Julian Baggini ha scritto che la Germania nazista non era uno "Stato direttamente ateo", bensì compiva sacrifici diretti agli ideali di sangue e di nazione.
Speer considerava Bormann come la forza trainante della campagna avviata dal regime contro la Chiesa e pensava che Hitler approvasse i suoi obiettivi, ma volle "posticipare questo problema a tempi più favorevoli".

#### Testimoni di Geova
I Testimoni di Geova erano circa 30.000 all'inizio della dittatura di Hitler in Germania. Per aver rifiutato di dichiarare fedeltà al Reich, e rifiutando la leva obbligatoria nell'esercito, furono dichiarati nemici della Germania e perseguitati. Circa 6.000 di loro furono inviati nei campi di concentramento.

#### Ebraismo
L'anti-giudaismo e l'antisemitismo razziale furono piani centrali della filosofia di Hitler. Il suo regime perpetrò la soluzione finale della questione ebraica, uno sforzo generalizzato di sterminare gli ebrei, che portò al più grave e letale genocidio avvenuto nella storia. L'ideologia di Hitler presentò gli ebrei come una sfida biologica alla "purezza" del sangue tedesco.

## Hitler e il trascendente
Hitler non ebbe mai un pensiero filosofico indipendente nei confronti della trascendenza né fece avanzare le proprie idee sulla religione e sulla morale con le sue sole forze, in maniera autonoma. Egli rimase altresì fortemente influenzato da persone ed opere con cui cominciò ad avere una certa familiarità a partire dagli anni dell'adolescenza; dopo che si ebbe dato una certa "visione del mondo" durante la giovinezza divenne difficoltoso per lui puntare ad una qualsiasi meta "comune", come tutti gli uomini maturi con problemi di vita e di lavoro.
Hitler lesse certamente molto nel corso della sua vita, usando con diligenza la sua biblioteca personale composta da circa 16.000 volumi.
Già per lo stesso predicatore della "tolleranza" e padre dell'illuminismo (nonché esponente del Deismo) Voltaire, il nemico, l'"infame" da schiacciare non è solo la Chiesa cattolica, ma anche gli ebrei (vedi il suo pamphlet intitolato Juifs), "menzogneri, intolleranti, barbari, ignoranti, animaleschi... proprio come il negro..."

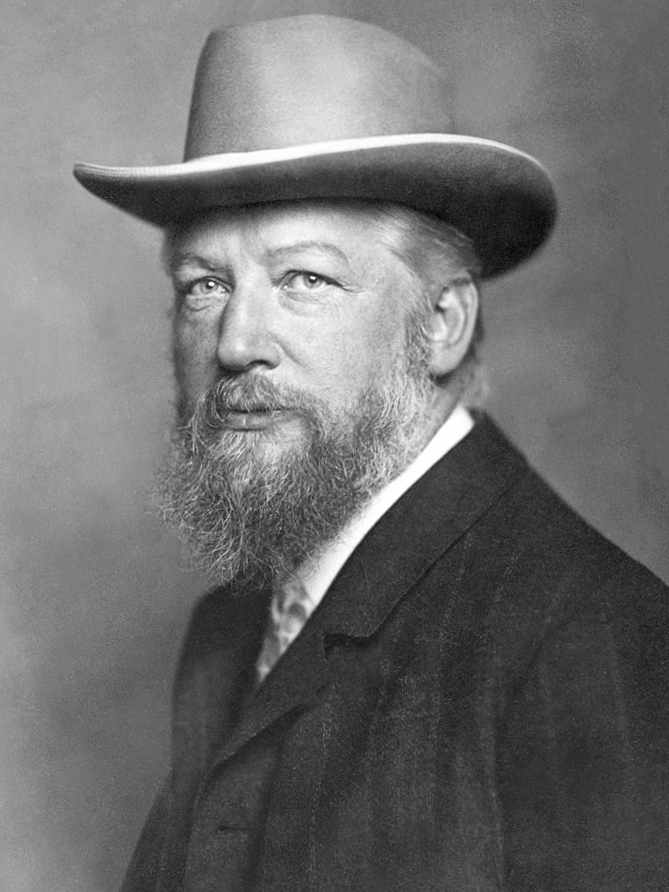
Wilhelm Ostwald, premio Nobel per la chimica 1909, nel 1913 circa.

### Monismo
La visione del mondo di Hitler può essere identificata chiaramente come una forma di monismo materialista, il quale all'inizio del XX secolo era la forma prevalente in quasi tutti i ceti sociali; la sua visione del mondo è stata considerata al tempo stesso sia religiosa sia scientifica. Mentre si trovava a Vienna fu un affiliato della "Deutscher Monistenbund" (lega monista tedesca), un'associazione che propagandava il monismo dell'unità della Natura con lo Spirito, sostenendo un'etica laica che era in contrasto con il dogma cristiano: questa organizzazione venne fondata da Ernst Haeckel nel 1906.
Per diversi anni Hitler si trovò a pubblicizzare questo punto di vista e si è proposta l'ipotesi che nei discorsi scritti e firmati da Hitler vi siano stati tratti di chiaro carattere monistico. L'associazione venne fatta sciogliere con la forza nel 1933, con Hitler oramai saldamente al potere.

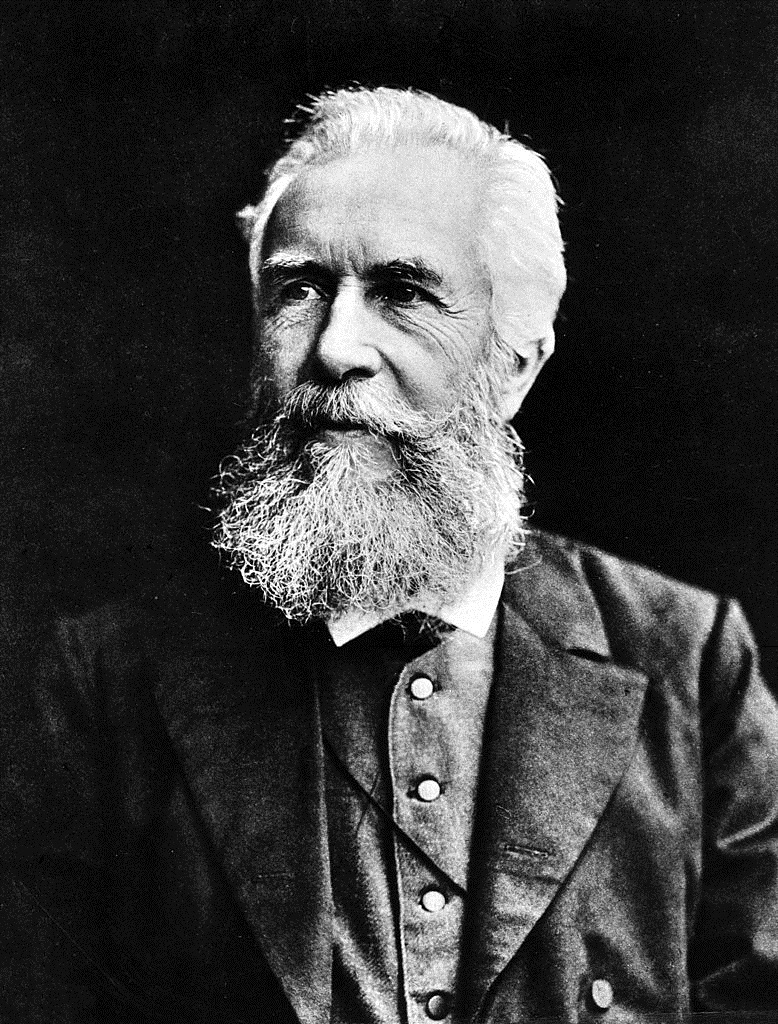
Ernst Haeckel. Alcune sue affermazioni divennero in seguito uno dei pretesti scientifici che il nazionalsocialismo avrebbe utilizzato per dimostrare la propria teoria sulla superiorità della razza ariana quasi in un senso religioso.

#### Dio e il mondo
L'idea del rapporto tra Dio e il mondo è stata influenzata dalle correnti contemporanee del materialismo e dell'evoluzionismo; il mondo è eterno e indistruttibile nel tempo e nello spazio e si autogoverna. Esso viene disciplinato solo dalle due leggi di autoconservazione, la legge di conservazione dell'energia e la legge della conservazione della massa - con la sua associata legge della conservazione della massa della chimica - (relative rispettivamente alla potenza e alla materia).
L'essere umano rappresenta un risultato ottenuto senza alcuna primordiale pianificazione intelligente, bensì è emerso evolutivamente. La Natura materiale comprende tutto ciò che esiste. Il termine di "Dio" viene assimilato con il concetto di "naturale": la natura eterna e imperitura è anche divina. Poiché non esiste un dio, ma la natura è divina, l'incontro con Dio diventa privo del tutto di significato.
La forza della preghiera viene respinta; ma rimane spazio, nel sistema monistico, per una meditazione laddove vi è Verinnerlichung (interiorizzazione), una parola a cui Hitler ricorreva; mentre l'unione con la natura del mondo rappresenta il tutto. La devozione monistica ricade così verso il "tempio della natura"; l'uomo geneticamente più sano è anche quello che ha raggiunto lo stato più elevato e autentico della Natura.
La pietas consisterà poi di meditare, per esempio, alla coltivazione dell'uomo più alto e perfetto, appartenente di per sé ad una razza superiore.
Il cristianesimo è per il monismo totalmente e semplicemente irrazionale; la rivelazione soprannaturale è unicamente un'invenzione religiosa e nulla più; Gesù è un esempio umano che è morto per il suo "amore ideale", ma non vi può essere alcuna redenzione per mezzo suo.
Hitler lesse anche il principale portavoce del monismo materialista, Wilhelm Ostwald (1853-1932) il quale affermava che il progresso scientifico prosegue secondo un'evoluzione prestabilita e che il cristianesimo ecclesiastico era ridondante e irrilevante, che anzi porta in realtà ad un mancato rispetto della cultura e pertanto sarà definitivamente sconfitto dal mondo moderno.
Il monismo combatté il cristianesimo e la Chiesa con una forte campagna di critica nei confronti delle strutture ecclesiastiche e chiedendo la separazione netta tra la Chiesa e lo Stato. La loro controparte principale, gli affiliati alla Chiesa cattolica, vennero odiati con fervore; il protestantesimo è stato giudicato più mitemente nella misura in cui prese parte al rifiuto del cattolicesimo.

#### Concezioni morali

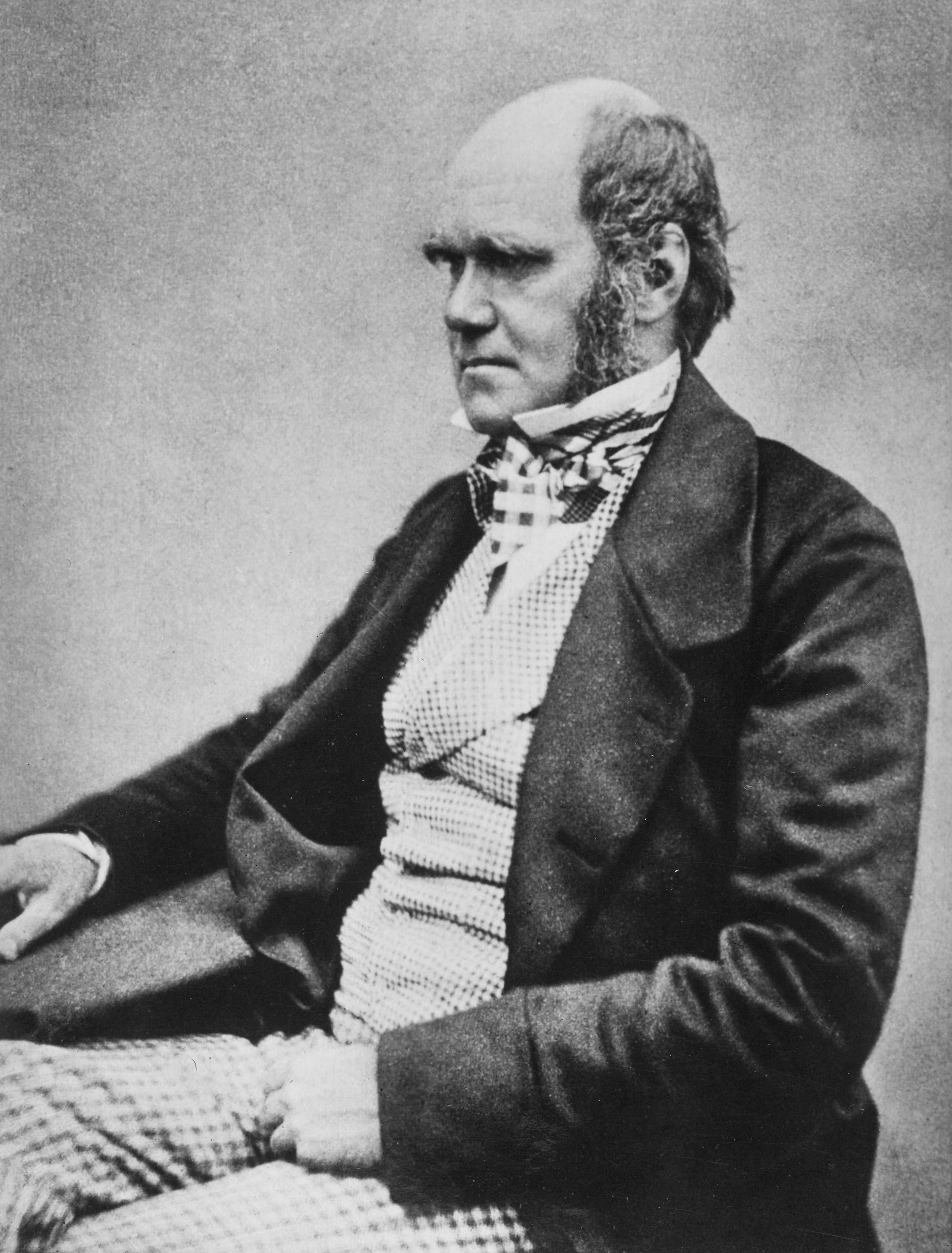
Charles Darwin nel 1854. Il biologo e naturalista britannico fu utilizzato, portando alle estreme conseguenze le sue teorie, dalla visione nazionalsocialista antireligiosa.

#### Ernst Haeckel
Uno dei più influenti esponenti del monismo fu Ernst Haeckel (1834-1919) e Hitler stette in evidente rapporto di dipendenza ideologica con lui. Gli scritti di Haeckel entrarono in una circolazione di massa durante i primi anni politici di Hitler. Secondo Arthur Koestler fu probabilmente l'opera di Haeckel intitolata Die Welträthsel (Gli enigmi dell'universo) a diventare una sorta di nuova Bibbia per il futuro Führer. Sappiamo anche sia Hitler sia Haeckel lessero il libro dell'autore e pubblicista Wilhelm Bölsche (1861-1939) Vom Bazillus zum Affenmenschen (1900).
Come tutti i monisti materialisti Haeckel divenne un nemico fanatico del cristianesimo, in particolare nella sua forma cattolica; il protestantesimo venne tollerato solo nel senso che il suo principale punto di riferimento Martin Lutero si ribellò a suo tempo contro il papismo. Anche se il razzismo di Hitler probabilmente aveva radici altrettanto forti altrove, notò certamente che anche Haeckel aveva considerato il fatto che i popoli aborigeni australiani vennero da lui più strettamente correlati alle scimmie e ai cani piuttosto che agli europei.
Haeckel sottolineò che la morte distrugge l'esistenza umana, che il suicidio è un diritto, che era giusto commettere eutanasia contro un malato terminale e che si sarebbero dovuti eliminare tutte le persone affette da una qualche malattia mentale. Queste divennero anche le credenze di Hitler.

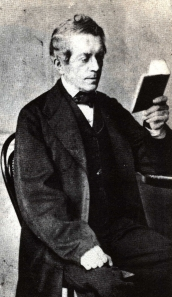
Il teologo luterano David Friedrich Strauß (1808-1874); fu autore nel 1835 di una Vita di Gesù in cui smontava i principali fondamenti dottrinali cristiani. Hitler ne fece conoscenza tramite l'interpretazione che Nietzsche ne da nella prima delle sue Considerazioni inattuali intitolata David Strauss, il confessore e lo scrittore (1873).

### Charles Darwin
Charles Darwin (1809-1882) ebbe una vasta influenza su Hitler, andando ben al di là di un'accettazione intellettuale della teoria biologica dell'evoluzione attraverso selezione naturale (vedi l'origine delle specie (1859); l'ipotesi di un Dio creatore appariva ormai non più plausibile per spiegare la realtà del mondo e, con l'evoluzionismo l'idea diventava, per molti versi, oziosa. Da lui usciranno le idee sull'eugenetica nazista e il darwinismo sociale; Hitler trasferì tutte le ipotesi della teoria dell'evoluzione sulla realtà sociale umana (la "sopravvivenza del più forte" e "il destino dei più deboli è la morte"), fino agli estremi limiti della vita indegna di essere vissuta e degli Esperimenti nazisti su esseri umani.
Un'applicazione sociale del darwinismo non è finora una conseguenza convincente della teoria dell'evoluzione, ma Darwin si era in realtà anche mosso in questa direzione già nel 1871 (con L'origine dell'uomo e la selezione sessuale). Ci ha proposto l'idea che i membri più deboli della società erano sopravvissuti al passaggio di onde epidemiologiche attraverso le vaccinazioni, ma che tali misure che conservano i deboli erano dei "guasti orientati" nel senso che portano ad una degenerazione della specie uomo nel lungo periodo.

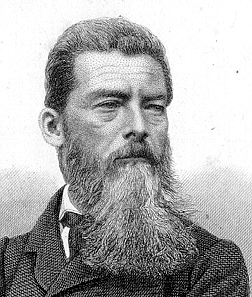
Ludwig Feuerbach, esponente della sinistra hegeliana, famoso come autore di Essenza del cristianesimo e di Essenza della religione.

### David Friedrich Strauss
David Friedrich Strauß (1808-1874), con il suo indebolimento del cristianesimo tradizionale, giocò anch'egli un ruolo nella formazione di Hitler; si trattava di un teologo luterano che aveva preso le distanze dal cristianesimo in generale e dall'ortodossia luterana in particolare, mantenendo alcune dottrine cristiane negando però la divinità e l'immortalità dell'anima (ad esempio di Gesù stesso), rendendo pertanto la dottrina della salvezza irrilevante. Sulla strada che conduceva verso l'ateismo mostrò come i concetti cristiani di base possano essere mantenuti mentre vengono reinterpretati e svuotati di tutta la loro sostanza cristiana.

### Ludwig Feuerbach
Hitler abbracciò l'ipotesi che l'esperienza e il sentimento umani verso un qualche dio fosse solamente una proiezione, un pensiero che durante i suoi anni di formazione venne forse più chiaramente conosciuto tramite gli scritti del filosofo tedesco Ludwig Feuerbach (1802-1872). Non è chiaro se Hitler si fosse mai impegnato direttamente con l'opera feuerbachiana (soprattutto l'Essenza del cristianesimo e l'essenza della religione), ma può anche esservi stata una relazione a causa di un'influenza indiretta. Feuerbach sostenne il monismo materialista il quale negava una realtà spirituale indipendente e respingeva l'immortalità dello Spirito.

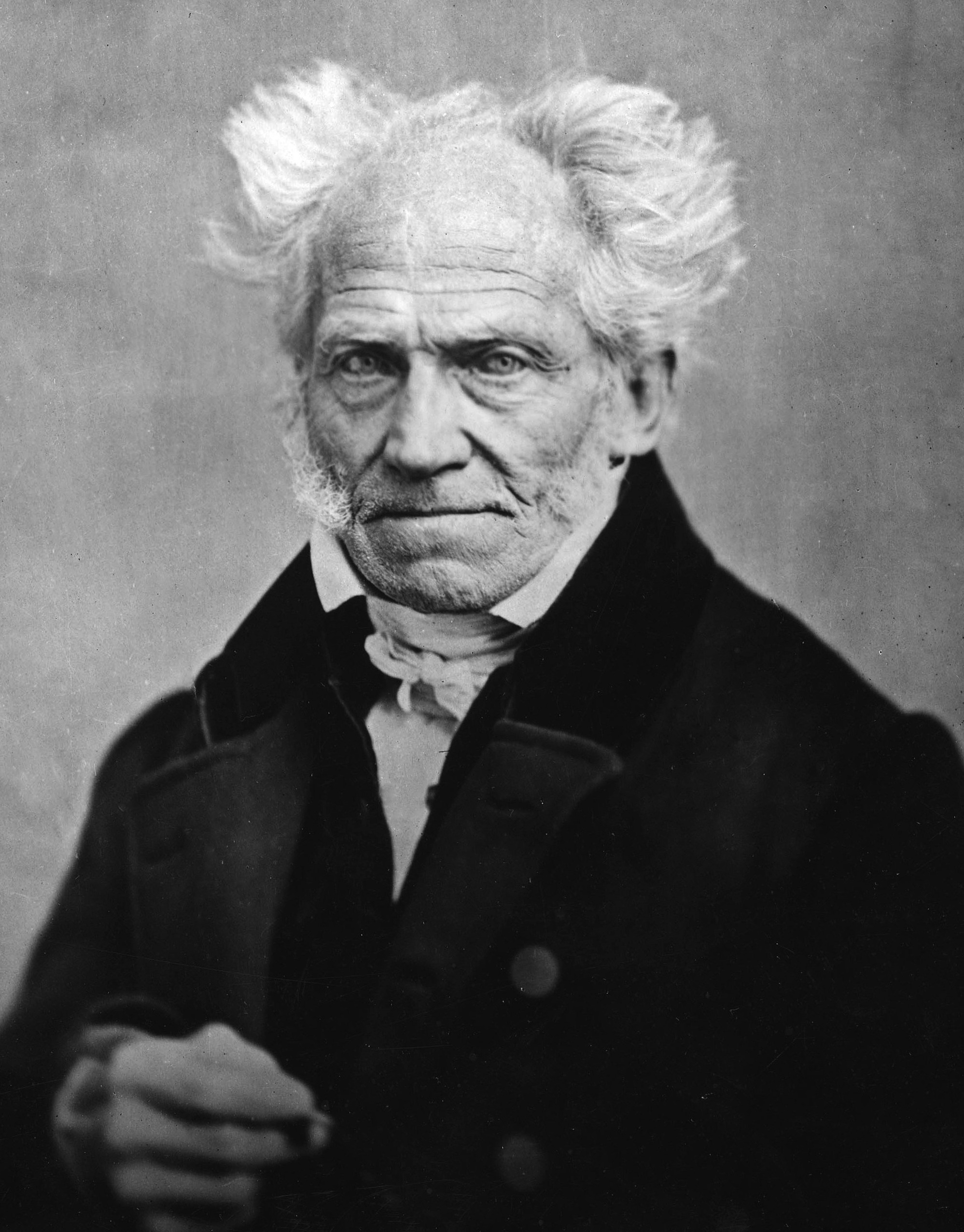
Arthur Schopenhauer nel 1859. Il pensiero di Schopenhauer fu assai ammirato da Wagner e da Nietzsche (soprattutto per l'opera Il mondo come volontà e rappresentazione) e, di riflesso, anche da Hitler, che giunse quasi ad idolatrarlo.

### Arthur Schopenhauer
Prima ancora di Nietzsche il futuro Führer ammira e legge il prediletto Arthur Schopenhauer. Lo conobbe molto bene, talora lo citava alla lettera, sia nei discorsi pronunciati a braccio sia negli scritti. Il suo nome lo troviamo per esempio sia nel Mein Kampf («nell’esistenza dell’ebreo [...] vi è una caratteristica che spinse Schopenhauer a pronunciare la famosa frase: l’ebreo è un gran maestro di menzogne») sia nelle citate Conversazioni di Hitler a tavola.
Afferma Schopenhauer: "Verrà un tempo in cui la dottrina di un Dio creatore sarà considerata in metafisica come ora in astronomia si considera la dottrina degli epicicli".
Schopenhauer fu molto ammirato anche dal giovane Nietzsche, a cui dedicò la terza delle sue considerazioni inattuali intitolata Schopenhauer come educatore.

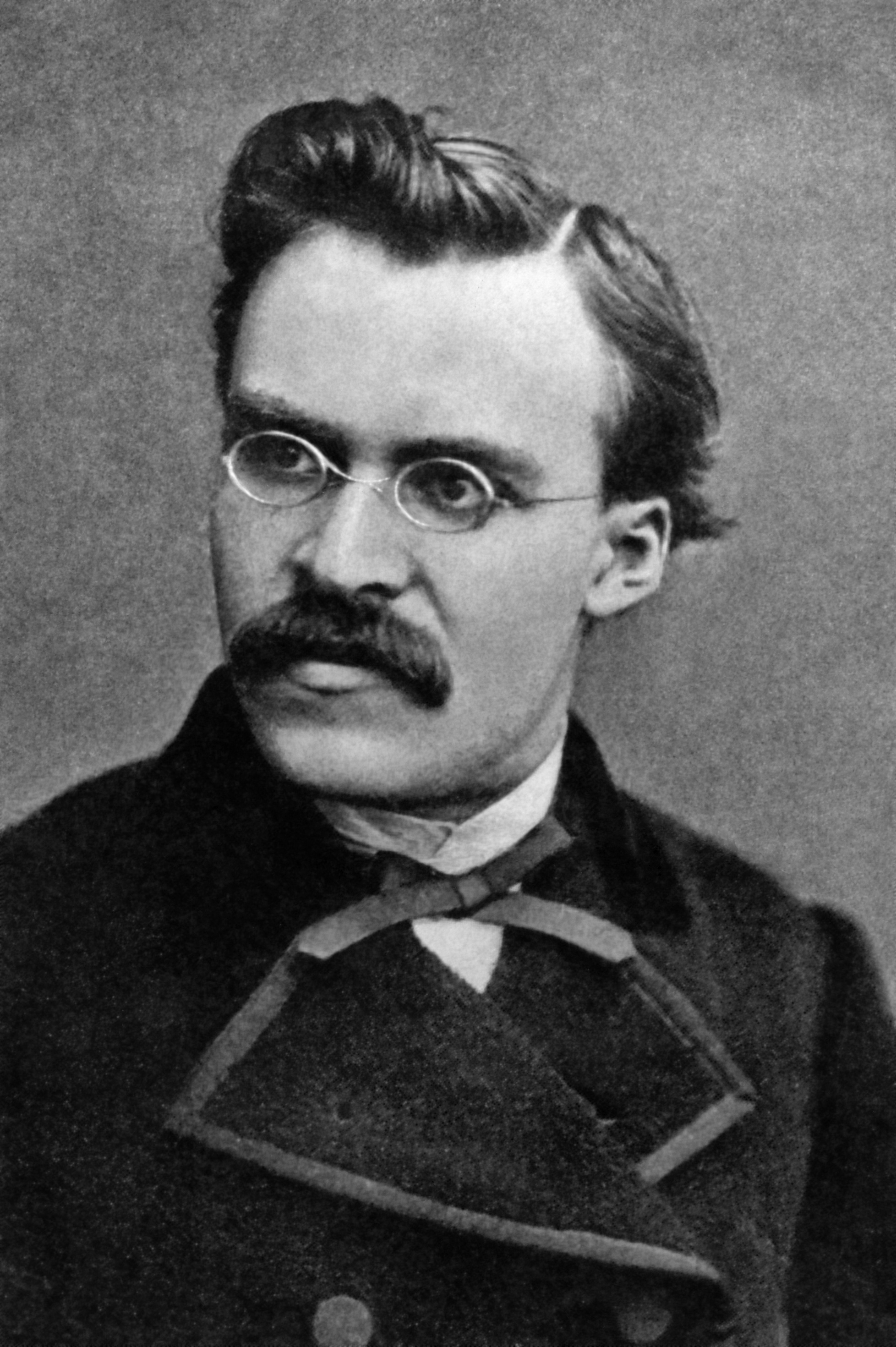
Il filosofo tedesco ottocentesco Friedrich Nietzsche venne citato in termini elogiativi in alcuni passi del Mein Kampf, soprattutto per la sua accesa critica nei confronti del cristianesimo espressa ne L'Anticristo. Maledizione del Cristianesimo, anche grazie ai travisamenti antisemitici portati avanti dalla sorella Elisabeth Förster-Nietzsche.

### Friedrich Nietzsche
È noto che Hitler ebbe una grande passione nei confronti di Friedrich Nietzsche (1844-1900); si occupò delle sue opere mentre si trovava prigioniero a Landsberg am Lech. Nietzsche viene citato sia nel Mein Kampf sia in alcuni discorsi Hitler, visitò spesso il museo di Weimar dedicato a Nietzsche, e si fece ritrarre fotograficamente mentre ostentava la contemplazione del busto del filosofo mentre, nel 1943, arrivò a donare un'edizione completa di lusso dell'opera omnia del filosofo al camerata Benito Mussolini.. Anche se fu superficiale nella sua lettura guardò sempre a Nietzsche come ad un "padre spirituale".
Sul filosofo ottocentesco Hitler si basò per le idee di "disprezzo nei confronti della massa" e della "coltivazione di esseri superumani" (dalla teoria nietzschiana dell'Oltreuomo) che accrescono la loro volontà di potenza (dal libro postumo del filosofo intitolato per l'appunto La volontà di potenza e fatto pubblicare dalla sorella Elisabeth Förster-Nietzsche nel 1908 distorcendone il pensiero.
Nel periodo fra le due guerre mondiali, alcuni nazisti impiegarono intensivamente vari espedienti per promuovere la propria ideologia, e segnatamente Alfred Baeumler nella sua interpretazione de La volontà di potenza.
Lo stesso Nietzsche-Archiv beneficiò di sostegno economico e pubblicità dal governo nazista dopo il 1933 ed Elisabeth contraccambiò profondendo sul regime il notevole prestigio dell'eredità morale di Nietzsche.

Lo stesso Nietzsche ebbe a "genealogizzare" l'idea di morale giudaico-cristiana e ne propose così la nascita:
(Friedrich Nietzsche, Genealogia della morale, Adelphi, Milano, 1988, p. 23.)

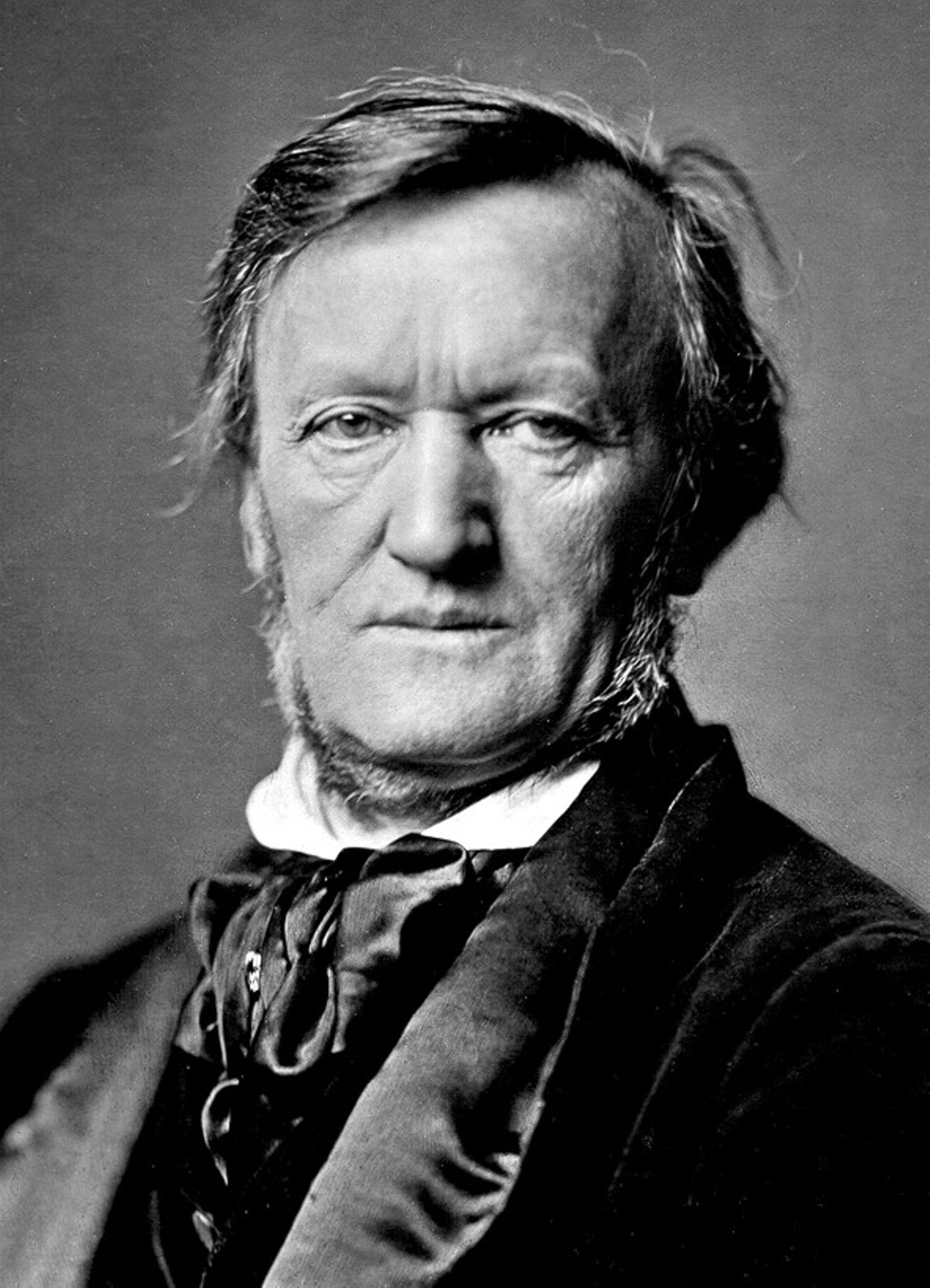
Richard Wagner nel 1871.

### Richard Wagner
Non vi sono stati personaggi storici che Hitler abbia idolatrato più di Richard Wagner (1813-1883). Wagner fu per lui più di un compositore di talento, nei suoi confronti Hitler ne fece un vero e proprio "pio esercizio": la coltivazione della "Grande Germania" divenne per entrambi una "religione misterica". "A partire dal Parsifal costruisco la mia religione", affermò Hitler nel 1936; il suo divenne un culto in forma solenne privo di litigi da partiti teologici.
Una religione basata sui drammi musicali wagneriani non avrebbe avuto l'obbligo di accettare un qualche Dio o un Credo vincolante, ma sarebbe stata esclusivamente un'esperienza sentimentale. Partecipare al festival wagneriano di Bayreuth diventò per Hitler un rito da celebrare; rimase fortemente impressionato anche dal ciclo de L'anello del Nibelungo, in particolare da Il crepuscolo degli dei. Il fatto che Wagner fosse stato un antisemita fu un valore aggiunto per Hitler.
A Wagner il giovane Nietzsche, in cui era in stretti rapporti di amicizia, dedicò la quarta delle sue considerazioni inattuali intitolata Richard Wagner a Bayreuth.

### Hitler come il nuovo Messia
Hitler portò il culto della personalità a conseguenze estreme, utilizzando un linguaggio religioso per riferirsi a se stesso e al proprio ruolo, tollerando confronti piuttosto ampi tra se stesso e il divino. Tra le personalità letterarie del tempo che compirono quest'operazione vi fu anche Camilla Meyer-Bennthsow (Hitler è grande per sempre e una benedizione per tutti i tempi), Alice Försterling (Tu, Braunau am Inn, sei stata scelta da Dio ed hai donato a noi il più puro tra gli esseri tedeschi), il poeta delle SA Herybert Menzel (Dio udì la preghiera del suo popolo angosciato), Hanns Johst (Il Führer e il Cielo sono lo stesso volto il quale produce un sorriso più prezioso dell'ostensorio) e il teologo nonché ufficiale delle forze armate Friedrich von Rabenau (Cristo ha inviato Adolf Hitler alla nostra terra tedesca).

## Riepilogo e conclusione
Scriverà Sigmund Freud riguardo ai tedeschi: «Il loro odio per gli ebrei è al fondo odio per i cristiani, e non vi è di che meravigliarsi se nella rivoluzione nazional-socialista tedesca questa intima relazione tra le due religioni monoteistiche trova così chiara espressione nel trattamento ostile riservato ad entrambe..